# 짱구는 못말려의 에피소드 목록 (1–9기)
다음은 짱구는 못말려의 1기부터 9기까지의 에피소드 목록이다. 

## 1기
| 화수 | 제목                          | 본방송일자 (일본)                                    | 방영순서 |
| ---- | ----------------------------- | ---------------------------------------------------- | -------- |
| 1–1  | "나쁜 짓하면 안 돼요!"        | 1992년 8월 10일 대한민국 내 방영 : 1999년 6월 28일   | 16-2     |
| 1–2  | "짱구, 액션가면을 만나다"     | 1992년 8월 24일 대한민국 내 방영 : 1999년 6월 28일   | 17-1     |
| 1–3  | "할아버지 오신 날"            | 1992년 8월 31일 대한민국 내 방영 : 1999년 6월 28일   | 18-3     |
| 2–1  | "올챙이가 크면?"              | 1992년 5월 18일 대한민국 내 방영 : 1999년 6월 29일   | 6-2      |
| 2–2  | "짱구, 영어학원에 가다"       | 1992년 7월 20일 대한민국 내 방영 : 1999년 6월 29일   | 14-2     |
| 2–3  | "짱구는 소방수"               | 1992년 5월 25일 대한민국 내 방영 : 1999년 6월 29일   | 7-1      |
| 3–1  | "비누방울 만들기"             | 1992년 10월 12일 대한민국 내 방영 : 1999년 7월 5일   | 22-2     |
| 3–2  | "심부름은 어려워"             | 1992년 4월 13일 대한민국 내 방영 : 1999년 7월 5일    | 1-1      |
| 3–3  | "엄마는 아침이 싫어"          | 1992년 4월 13일 대한민국 내 방영 : 1999년 7월 5일    | 1-2      |
| 4–1  | "배가 아파요"                 | 1992년 4월 20일 대한민국 내 방영 : 1999년 7월 6일    | 2-2      |
| 4–2  | "액션가면을 볼테야"           | 1992년 4월 27일 대한민국 내 방영 : 1999년 7월 6일    | 3-1      |
| 4–3  | "급식은 즐거워"               | 1992년 4월 27일 대한민국 내 방영 : 1999년 7월 6일    | 3-2      |
| 5–1  | "신나는 운동회다"             | 1992년 9월 21일 대한민국 내 방영 : 1999년 7월 12일   | 21-1     |
| 5–2  | "엄마와 함께 달리기"          | 1992년 9월 21일 대한민국 내 방영 : 1999년 7월 12일   | 21-2     |
| 5–3  | "짱구는 달리기 1등"           | 1992년 9월 21일 대한민국 내 방영 : 1999년 7월 12일   | 21-3     |
| 6–1  | "옷장 속의 강아지"            | 1992년 5월 25일 대한민국 내 방영 : 1999년 7월 19일   | 7-2      |
| 6–2  | "강아지 이름은 흰둥이"        | 1992년 5월 25일 대한민국 내 방영 : 1999년 7월 19일   | 7-3      |
| 6–3  | "액션가면과 크리스마스"       | 1992년 12월 21일 대한민국 내 방영 : 1999년 7월 19일  | 32-3     |
| 7–1  | "닭장 청소"                   | 1992년 11월 9일 대한민국 내 방영 : 1999년 7월 20일   | 26-2     |
| 7–2  | "숨바꼭질"                    | 1992년 11월 23일 대한민국 내 방영 : 1999년 7월 20일  | 28-2     |
| 7–3  | "동물원은 즐거워"             | 1992년 11월 23일 대한민국 내 방영 : 1999년 7월 20일  | 29-1     |
| 8–1  | "아빠는 정말 바빠"            | 1992년 4월 20일 대한민국 내 방영 : 1999년 7월 26일   | 2-3      |
| 8–2  | "즐거운 결투 놀이"            | 1992년 9월 7일 대한민국 내 방영 : 1999년 7월 26일    | 19-2     |
| 8–3  | "재미있는 교통 안전공부"      | 1992년 12월 7일 대한민국 내 방영 : 1999년 7월 26일   | 30-2     |
| 9–1  | "치과에 가자"                 | 1992년 4월 27일 대한민국 내 방영 : 1999년 7월 27일   | 3-3      |
| 9–2  | "소풍을 가자 1"               | 1992년 5월 4일 대한민국 내 방영 : 1999년 7월 27일    | 4-2      |
| 9–3  | "소풍을 가자 2"               | 1992년 5월 4일 대한민국 내 방영 : 1999년 7월 27일    | 4-3      |
| 10–1 | "짱구는 개헤엄 챔피언"        | 1992년 6월 22일 대한민국 내 방영 : 1999년 8월 2일    | 10-3     |
| 10–2 | "찰흙 놀이를 하자"            | 1992년 6월 15일 대한민국 내 방영 : 1999년 8월 2일    | 9-2      |
| 10–3 | "두목 선생님 만세!"           | 1992년 5월 4일 대한민국 내 방영 : 1999년 8월 2일     | 4-1      |
| 11–1 | "소꿉놀이"                    | 1993년 1월 18일 대한민국 내 방영 : 1999년 8월 3일    | 34-2     |
| 11–2 | "엄마를 돕자"                 | 1992년 5월 11일 대한민국 내 방영 : 1999년 8월 3일    | 5-3      |
| 11–3 | "피망은 싫어"                 | 1992년 6월 8일 대한민국 내 방영 : 1999년 8월 3일     | 8-3      |
| 12–1 | "사진 모델"                   | 1993년 1월 25일 대한민국 내 방영 : 1999년 8월 9일    | 35-1     |
| 12–2 | "선생님의 데이트"             | 1992년 8월 17일 대한민국 내 방영 : 1999년 8월 9일    | 17-2     |
| 12–3 | "흰둥이에게 밥을 주자"        | 1992년 6월 29일 대한민국 내 방영 : 1999년 8월 9일    | 11-1     |
| 13–1 | "보물은 내가 지킨다"          | 1992년 7월 6일 대한민국 내 방영 : 1999년 8월 10일    | 12-2     |
| 13–2 | "엄마를 간호하자"             | 1992년 8월 10일 대한민국 내 방영 : 1999년 8월 10일   | 16-1     |
| 13–3 | "잊혀진 흰둥이"               | 1992년 8월 24일 대한민국 내 방영 : 1999년 8월 10일   | 17-3     |
| 14–1 | "그림을 그리자"               | 1992년 4월 13일 대한민국 내 방영 : 1999년 8월 16일   | 1-3      |
| 14–2 | "영화를 보러가자"             | 1992년 5월 11일 대한민국 내 방영 : 1999년 8월 16일   | 5-1      |
| 14–3 | "개집 만들기"                 | 1992년 6월 8일 대한민국 내 방영 : 1999년 8월 16일    | 8-2      |
| 15–1 | "유리 엄마는 좋아"            | 1992년 8월 31일 대한민국 내 방영 : 1999년 8월 17일   | 18-1     |
| 15–2 | "태풍이 오던 날"              | 1992년 9월 7일 대한민국 내 방영 : 1999년 8월 17일    | 19-1     |
| 15–3 | "편지를 쓰자"                 | 1992년 9월 7일 대한민국 내 방영 : 1999년 8월 17일    | 19-3     |
| 16–1 | "짱구의 무용교실"             | 1992년 9월 14일 대한민국 내 방영 : 1999년 8월 23일   | 20-3     |
| 16–2 | "엄마와 한 판 승부"           | 1992년 10월 12일 대한민국 내 방영 : 1999년 8월 23일  | 22-1     |
| 16–3 | "행방불명된 흰둥이"           | 1993년 6월 7일 대한민국 내 방영 : 1999년 8월 23일    | 53-3     |
| 17–1 | "어려운 사람을 돕자"          | 1993년 6월 7일 대한민국 내 방영 : 1999년 8월 24일    | 53-1     |
| 17–2 | "장난감집 만들기"             | 1993년 6월 7일 대한민국 내 방영 : 1999년 8월 24일    | 53-2     |
| 17–3 | "사나이의 요리를 만들자"      | 1993년 6월 21일 대한민국 내 방영 : 1999년 8월 24일   | 55-1     |
| 18–1 | "누나 말을 잘 듣자"           | 1993년 6월 14일 대한민국 내 방영 : 1999년 8월 30일   | 54-2     |
| 18–2 | "엄마는 이가 아파"            | 1993년 6월 21일 대한민국 내 방영 : 1999년 8월 30일   | 55-2     |
| 18–3 | "무서워서 못 자겠어요"        | 1993년 7월 5일 대한민국 내 방영 : 1999년 8월 30일    | 57-1     |
| 19–1 | "풀장 청소"                   | 1993년 7월 5일 대한민국 내 방영 : 1999년 8월 31일    | 57-2     |
| 19–2 | "풍선을 불자"                 | 1993년 7월 19일 대한민국 내 방영 : 1999년 8월 31일   | 58-1     |
| 19–3 | "흰둥아 주사 맞자"            | 1993년 7월 26일 대한민국 내 방영 : 1999년 8월 31일   | 59-2     |
| 20–1 | "빙수를 먹자"                 | 1993년 7월 26일 대한민국 내 방영 : 1999년 9월 6일    | 59-1     |
| 20–2 | "초특급 호텔"                 | 1992년 7월 13일 대한민국 내 방영 : 1999년 9월 6일    | 13-2     |
| 20–3 | "내꿈은 인기가수"             | 1993년 8월 2일 대한민국 내 방영 : 1999년 9월 6일     | 60-1     |
| 21–1 | "캠프장에 가자"               | 1993년 7월 26일 대한민국 내 방영 : 1999년 9월 7일    | 59-3     |
| 21–2 | "수박이 잔뜩"                 | 1993년 8월 16일 대한민국 내 방영 : 1999년 9월 7일    | 62-2     |
| 21–3 | "곤충채집"                    | 1993년 8월 30일 대한민국 내 방영 : 1999년 9월 7일    | 64-2     |
| 22–1 | "엄마와 청소를 하자"          | 1993년 8월 30일 대한민국 내 방영 : 1999년 9월 13일   | 64-3     |
| 22–2 | "수해를 막자"                 | 1993년 9월 6일 대한민국 내 방영 : 1999년 9월 13일    | 65-1     |
| 22–3 | "형사놀이"                    | 1993년 9월 13일 대한민국 내 방영 : 1999년 9월 13일   | 66-1     |
| 23–1 | "짱구는 배가 아파"            | 1993년 9월 13일 대한민국 내 방영 : 1999년 9월 14일   | 66-2     |
| 23–2 | "병원이 좋아"                 | 1993년 9월 13일 대한민국 내 방영 : 1999년 9월 14일   | 66-3     |
| 23–3 | "애보기는 힘들어"             | 1993년 9월 20일 대한민국 내 방영 : 1999년 9월 14일   | 67-1     |
| 24–1 | "달리기 연습"                 | 1993년 9월 20일 대한민국 내 방영 : 1999년 9월 20일   | 67-2     |
| 24–2 | "비디오 촬영은 힘들어"        | 1993년 9월 20일 대한민국 내 방영 : 1999년 9월 20일   | 67-3     |
| 24–3 | "정리정돈"                    | 1992년 5월 18일 대한민국 내 방영 : 1999년 9월 20일   | 6-1      |
| 25–1 | "아빠 방해는 안 할께요"       | 1992년 6월 8일 대한민국 내 방영 : 1999년 9월 21일    | 9-1      |
| 25–2 | "비디오 촬영"                 | 1992년 7월 6일 대한민국 내 방영 : 1999년 9월 21일    | 12-3     |
| 25–3 | "엄마의 낮잠"                 | 1992년 7월 20일 대한민국 내 방영 : 1999년 9월 21일   | 14-1     |
| 26–1 | "전철을 타자"                 | 1992년 7월 27일 대한민국 내 방영 : 1999년 9월 27일   | 15-1     |
| 26–2 | "식사 후엔 이를 닦자"         | 1992년 9월 14일 대한민국 내 방영 : 1999년 9월 27일   | 20-1     |
| 26–3 | "야외 수련회"                 | 1993년 10월 4일 대한민국 내 방영 : 1999년 9월 27일   | 68-2     |
| 27–1 | "눈썹이 없어진 아빠"          | 1993년 10월 4일 대한민국 내 방영 : 1999년 9월 28일   | 68-3     |
| 27–2 | "벼룩시장에 가자"             | 1993년 10월 11일 대한민국 내 방영 : 1999년 9월 28일  | 69-2     |
| 27–3 | "벼룩시장에서 장사를 하자"    | 1993년 10월 11일 대한민국 내 방영 : 1999년 9월 28일  | 69-3     |
| 28–1 | "암호를 말해라"               | 1992년 10월 19일 대한민국 내 방영 : 1999년 10월 4일  | 23-1     |
| 28–2 | "죽마경주를 하자"             | 1992년 10월 19일 대한민국 내 방영 : 1999년 10월 4일  | 23-2     |
| 28–3 | "아빠를 마중 가자"            | 1992년 10월 19일 대한민국 내 방영 : 1999년 10월 4일  | 23-3     |
| 29–1 | "웨딩드레스를 보러 가자"      | 1993년 6월 21일 대한민국 내 방영 : 1999년 10월 5일   | 55-3     |
| 29–2 | "결혼식에 가자"               | 1993년 6월 28일 대한민국 내 방영 : 1999년 10월 5일   | 56-1     |
| 29–3 | "결혼 피로연"                 | 1993년 6월 28일 대한민국 내 방영 : 1999년 10월 5일   | 56-2     |
| 30–1 | "엄마의 다이어트"             | 1993년 10월 4일 대한민국 내 방영 : 1999년 10월 11일  | 68-1     |
| 30–2 | "아빠랑 세차를 하자"          | 1992년 11월 2일 대한민국 내 방영 : 1999년 10월 11일  | 25-3     |
| 30–3 | "우리 엄마를 찾아주세요"      | 1992년 11월 9일 대한민국 내 방영 : 1999년 10월 11일  | 26-1     |
| 31–1 | "피자 배달"                   | 1993년 3월 15일 대한민국 내 방영 : 1999년 10월 12일  | 42-1     |
| 31–2 | "햄스터 소동"                 | 1993년 3월 15일 대한민국 내 방영 : 1999년 10월 12일  | 42-2     |
| 31–3 | "유치원 소풍"                 | 1992년 6월 29일 대한민국 내 방영 : 1999년 10월 12일  | 11-3     |
| 32–1 | "축구연습"                    | 1993년 3월 22일 대한민국 내 방영 : 1999년 10월 18일  | 43-1     |
| 32–2 | "축구대회"                    | 1993년 3월 22일 대한민국 내 방영 : 1999년 10월 18일  | 43-2     |
| 32–3 | "아빠 회사에 가자"            | 1993년 3월 29일 대한민국 내 방영 : 1999년 10월 18일  | 44-3     |
| 33–1 | "씨 뿌리기"                   | 1993년 4월 12일 대한민국 내 방영 : 1999년 10월 19일  | 45-1     |
| 33–2 | "눈썹없는 얼굴"               | 1993년 4월 12일 대한민국 내 방영 : 1999년 10월 19일  | 45-3     |
| 33–3 | "짱구는 명탐정"               | 1993년 4월 19일 대한민국 내 방영 : 1999년 10월 19일  | 46-2     |
| 34–1 | "깡통차기를 하자"             | 1993년 4월 26일 대한민국 내 방영 : 1999년 10월 25일  | 47-2     |
| 34–2 | "엘리베이터를 타자"           | 1993년 4월 26일 대한민국 내 방영 : 1999년 10월 25일  | 47-3     |
| 34–3 | "공포의 외판원"               | 1993년 5월 3일 대한민국 내 방영 : 1999년 10월 25일   | 48-2     |
| 35–1 | "소풍가서 길을 잃었어요"      | 1993년 5월 10일 대한민국 내 방영 : 1999년 10월 26일  | 49-2     |
| 35–2 | "불장난은 무서워"             | 1993년 5월 10일 대한민국 내 방영 : 1999년 10월 26일  | 49-3     |
| 35–3 | "정리정돈은 귀찮아"           | 1993년 5월 17일 대한민국 내 방영 : 1999년 10월 26일  | 50-1     |
| 36–1 | "잡초 뽑기"                   | 1993년 5월 24일 대한민국 내 방영 : 1999년 11월 1일   | 51-1     |
| 36–2 | "선생님이 아파요"             | 1993년 5월 24일 대한민국 내 방영 : 1999년 11월 1일   | 51-2     |
| 36–3 | "선생님 병문안을 가자"        | 1993년 5월 24일 대한민국 내 방영 : 1999년 11월 1일   | 51-3     |
| 37–1 | "쓰레기 버리기는 힘들어"      | 1993년 5월 31일 대한민국 내 방영 : 1999년 11월 2일   | 52-1     |
| 37–2 | "내 동생은 병아리"            | 1993년 10월 18일 대한민국 내 방영 : 1999년 11월 2일  | 70-3     |
| 37–3 | "닭을 찾자"                   | 1993년 10월 25일 대한민국 내 방영 : 1999년 11월 2일  | 71-1     |
| 38–1 | "빨래를 돕자"                 | 1993년 10월 25일 대한민국 내 방영 : 1999년 11월 8일  | 71-2     |
| 38–2 | "바베큐 요리를 하자"          | 1993년 11월 1일 대한민국 내 방영 : 1999년 11월 8일   | 72-2     |
| 38–3 | "동물원에 가자"               | 1992년 11월 23일 대한민국 내 방영 : 1999년 11월 8일  | 28-3     |
| 39–1 | "미장원에 가자"               | 1992년 11월 30일 대한민국 내 방영 : 1999년 11월 9일  | 29-2     |
| 39–2 | "선물을 고르자"               | 1992년 11월 30일 대한민국 내 방영 : 1999년 11월 9일  | 29-3     |
| 39–3 | "흰둥아 집 지키자"            | 1992년 12월 14일 대한민국 내 방영 : 1999년 11월 9일  | 31-1     |
| 40–1 | "그물에 걸린 엄마"            | 1993년 2월 1일 대한민국 내 방영 : 1999년 11월 15일   | 36-2     |
| 40–2 | "감기에 걸렸어요"             | 1993년 2월 8일 대한민국 내 방영 : 1999년 11월 15일   | 37-1     |
| 40–3 | "붕어빵을 사러 가자"          | 1993년 2월 15일 대한민국 내 방영 : 1999년 11월 15일  | 38-1     |
| 41–1 | "도서관에선 조용히 하자"      | 1993년 2월 22일 대한민국 내 방영 : 1999년 11월 16일  | 39-1     |
| 41–2 | "마라톤 연습을 하자"          | 1993년 2월 22일 대한민국 내 방영 : 1999년 11월 16일  | 39-2     |
| 41–3 | "마라톤 대회"                 | 1993년 2월 22일 대한민국 내 방영 : 1999년 11월 16일  | 39-3     |
| 42–1 | "도시락 싸기는 힘들어"        | 1993년 1월 18일 대한민국 내 방영 : 1999년 11월 22일  | 34-1     |
| 42–2 | "배드민턴을 치자"             | 1993년 3월 8일 대한민국 내 방영 : 1999년 11월 22일   | 41-1     |
| 42–3 | "주사는 싫어"                 | 1993년 11월 15일 대한민국 내 방영 : 1999년 11월 22일 | 74-2     |
| 43–1 | "스키타던 날"                 | 1992년 12월 21일 대한민국 내 방영 : 1999년 11월 23일 | 32-1     |
| 43–2 | "철수네 집은 재미있다"        | 1992년 12월 21일 대한민국 내 방영 : 1999년 11월 23일 | 32-2     |
| 43–3 | "연 날리기는 재미있어"        | 1993년 1월 11일 대한민국 내 방영 : 1999년 11월 23일  | 33-2     |
| 44–1 | "눈사람을 만들자"             | 1993년 1월 11일 대한민국 내 방영 : 1999년 11월 29일  | 33-3     |
| 44–2 | "유치원 합숙"                 | 1993년 2월 15일 대한민국 내 방영 : 1999년 11월 29일  | 38-3     |
| 44–3 | "흰둥이에게 재주를 가르치자"  | 1993년 3월 1일 대한민국 내 방영 : 1999년 11월 29일   | 40-3     |
| 45–1 | "손님이 오셨어요"             | 1993년 11월 15일 대한민국 내 방영 : 1999년 11월 30일 | 74-3     |
| 45–2 | "과분한 칭찬은 싫어"          | 1993년 11월 22일 대한민국 내 방영 : 1999년 11월 30일 | 75-1     |
| 45–3 | "아빠는 고양이를 싫어해"      | 1993년 11월 22일 대한민국 내 방영 : 1999년 11월 30일 | 75-2     |
| 46–1 | "라면을 먹자"                 | 1993년 11월 29일 대한민국 내 방영 : 1999년 12월 6일  | 76-1     |
| 46–2 | "짱구는 스케이트 천재"        | 1993년 11월 29일 대한민국 내 방영 : 1999년 12월 6일  | 76-2     |
| 46–3 | "쿠키를 만들자"               | 1993년 12월 6일 대한민국 내 방영 : 1999년 12월 6일   | 77-1     |
| 47–1 | "나미리 선생님이 맞선 본대요" | 1993년 12월 6일 대한민국 내 방영 : 1999년 12월 7일   | 77-2     |
| 47–2 | "스웨터를 짜자"               | 1993년 12월 13일 대한민국 내 방영 : 1999년 12월 7일  | 78-1     |
| 47–3 | "패션쇼에 나가자"             | 1993년 12월 27일 대한민국 내 방영 : 1999년 12월 7일  | 79-1     |
| 48–1 | "만원 전철을 타자"            | 1993년 12월 13일 대한민국 내 방영 : 1999년 12월 13일 | 78-2     |
| 48–2 | "아빠 회사에서 놀자"          | 1993년 12월 13일 대한민국 내 방영 : 1999년 12월 13일 | 78-3     |
| 48–3 | "스키 여행을 떠나자"          | 1994년 1월 17일 대한민국 내 방영 : 1999년 12월 13일  | 81-1     |
| 49–1 | "스키교실은 재미있다"         | 1994년 1월 17일 대한민국 내 방영 : 1999년 12월 14일  | 81-2     |
| 49–2 | "엄마 아빠와 스키를 타자"     | 1994년 1월 17일 대한민국 내 방영 : 1999년 12월 14일  | 81-3     |
| 49–3 | "훈이가 사랑에 빠졌어요"      | 1994년 1월 24일 대한민국 내 방영 : 1999년 12월 14일  | 82-2     |
| 50–1 | "텔레비전을 흉내내자"         | 1994년 1월 31일 대한민국 내 방영 : 1999년 12월 20일  | 83-3     |
| 50–2 | "학교놀이를 하자"             | 1993년 11월 1일 대한민국 내 방영 : 1999년 12월 20일  | 72-1     |
| 50–3 | "유치원 버스를 타자"          | 1994년 1월 24일 대한민국 내 방영 : 1999년 12월 20일  | 82-1     |
| 51–1 | "미장원 놀이를 하자"          | 1994년 2월 14일 대한민국 내 방영 : 1999년 12월 21일  | 85-1     |
| 51–2 | "과장님 댁에 놀러가자"        | 1994년 2월 14일 대한민국 내 방영 : 1999년 12월 21일  | 85-3     |
| 51–3 | "물음표는 어디에 살까요?"     | 1994년 2월 21일 대한민국 내 방영 : 1999년 12월 21일  | 86-1     |
| 52–1 | "아르바이트는 힘들어"         | 1992년 10월 26일 대한민국 내 방영 : 1999년 12월 27일 | 24-1     |
| 52–2 | "바퀴벌레와 결투"             | 1992년 11월 2일 대한민국 내 방영 : 1999년 12월 27일  | 25-1     |
| 52–3 | "감기 예방"                   | 1992년 11월 16일 대한민국 내 방영 : 1999년 12월 27일 | 27-1     |

## 2기
| 화수 | 제목                             | 본방송일자 (일본)                                   | 방영순서 |
| ---- | -------------------------------- | --------------------------------------------------- | -------- |
| 1–1  | "소프트볼 대회를 하자 (1)"       | 1994년 2월 28일 대한민국 내 방영 : 1999년 12월 28일 | 87-1     |
| 1–2  | "소프트볼 대회를 하자 (2)"       | 1994년 2월 28일 대한민국 내 방영 : 1999년 12월 28일 | 87-2     |
| 1–3  | "철수 문병을 가자"               | 1994년 2월 14일 대한민국 내 방영 : 1999년 12월 28일 | 85-2     |
| 2–1  | "자전거 경주를 하자"             | 1994년 3월 7일 대한민국 내 방영 : 2000년            | 88-2     |
| 2–2  | "뷔페에 가자"                    | 1994년 3월 7일 대한민국 내 방영 : 2000년            | 88-3     |
| 2–3  | "정전되면 재미있다"              | 1994년 12월 12일 대한민국 내 방영 : 2000년          | 126-1    |
| 3–1  | "교생선생님이 오셨어요"          | 1994년 12월 12일 대한민국 내 방영 : 2000년          | 126-2    |
| 3–2  | "참새가 불쌍해요"                | 1994년 12월 12일 대한민국 내 방영 : 2000년          | 126-3    |
| 3–3  | "아빠, 어디 가세요?"             | 1994년 6월 20일 대한민국 내 방영 : 2000년           | 102-1    |
| 4–1  | "생방송에 출연하자"              | 1994년 6월 27일 대한민국 내 방영 : 2000년           | 103-2    |
| 4–2  | "우리는 용감한 어린이예요"       | 1994년 7월 18일 대한민국 내 방영 : 2000년           | 106-1    |
| 4–3  | "스키 타러가자"                  | 1995년 1월 9일 대한민국 내 방영 : 2000년            | 128-2    |
| 5–1  | "훈이는 인기만점"                | 1995년 1월 16일 대한민국 내 방영 : 2000년           | 129-2    |
| 5–2  | "추울때도 밖에 나가 놀자"        | 1995년 1월 23일 대한민국 내 방영 : 2000년           | 130-2    |
| 5–3  | "불조심을 합시다"                | 1995년 1월 16일 대한민국 내 방영 : 2000년           | 129-1    |
| 6–1  | "짱구가 감기에 걸렸어요"         | 1995년 1월 23일 대한민국 내 방영 : 2000년           | 130-3    |
| 6–2  | "여자친구는 어려워"              | 1995년 1월 30일 대한민국 내 방영 : 2000년           | 131-1    |
| 6–3  | "눈 치우는 건 재미있다"          | 1995년 1월 30일 대한민국 내 방영 : 2000년           | 131-3    |
| 7–1  | "유치원 낮잠시간"                | 1995년 2월 20일 대한민국 내 방영 : 2000년           | 134-2    |
| 7–2  | "별을 보러 가자"                 | 1995년 2월 20일 대한민국 내 방영 : 2000년           | 134-3    |
| 7–3  | "아빠, 텔레비전이 이상해요"      | 1995년 2월 27일 대한민국 내 방영 : 2000년           | 135-3    |
| 8–1  | "식사예절은 어려워"              | 1995년 3월 6일 대한민국 내 방영 : 2000년            | 136-1    |
| 8–2  | "아줌마, 서명해 주세요"          | 1995년 3월 6일 대한민국 내 방영 : 2000년            | 136-2    |
| 8–3  | "사랑의 심부름을 하자"           | 1995년 3월 13일 대한민국 내 방영 : 2000년           | 137-2    |
| 9–1  | "아가는 귀엽다"                  | 1995년 2월 6일 대한민국 내 방영 : 2000년            | 132-1    |
| 9–2  | "철수야 오늘은 놀자"             | 1995년 2월 6일 대한민국 내 방영 : 2000년            | 132-2    |
| 9–3  | "운전은 위험해요"                | 1995년 2월 6일 대한민국 내 방영 : 2000년            | 132-3    |
| 10–1 | "사랑은 어려워"                  | 1995년 3월 13일 대한민국 내 방영 : 2000년           | 137-3    |
| 10–2 | "아빠가 출장 가신대요"           | 1995년 5월 15일 대한민국 내 방영 : 2000년           | 145-2    |
| 10–3 | "야구하기도 힘들어"              | 1995년 5월 22일 대한민국 내 방영 : 2000년           | 146-2    |
| 11–1 | "커피를 마시면 안돼요?"          | 1995년 6월 5일 대한민국 내 방영 : 2000년            | 147-1    |
| 11–2 | "유리 병문안을 가자"             | 1995년 6월 5일 대한민국 내 방영 : 2000년            | 147-2    |
| 11–3 | "원장선생님, 멋있어요"           | 1995년 6월 12일 대한민국 내 방영 : 2000년           | 148-1    |
| 12–1 | "야생조류를 관찰하자"            | 1995년 6월 19일 대한민국 내 방영 : 2000년           | 149-2    |
| 12–2 | "비디오 편지를 보내자"           | 1995년 6월 19일 대한민국 내 방영 : 2000년           | 149-3    |
| 12–3 | "아가야 놀자"                    | 1995년 7월 3일 대한민국 내 방영 : 2000년            | 151-1    |
| 13–1 | "할아버지가 오셨어요"            | 1995년 6월 5일 대한민국 내 방영 : 2000년            | 147-3    |
| 13–2 | "와! 아빠 오신다"                | 1995년 6월 26일 대한민국 내 방영 : 2000년           | 150-1    |
| 13–3 | "다락방은 재미있어"              | 1995년 7월 3일 대한민국 내 방영 : 2000년            | 151-3    |
| 14–1 | "낚시하러 가자"                  | 1995년 7월 3일 대한민국 내 방영 : 2000년            | 151-2    |
| 14–2 | "캠프는 재미있다"                | 1994년 7월 25일 대한민국 내 방영 : 2000년           | 107-1    |
| 14–3 | "담력 훈련을 하자"               | 1994년 7월 25일 대한민국 내 방영 : 2000년           | 107-2    |
| 15–1 | "흰 뱀을 키울래요"               | 1995년 3월 20일 대한민국 내 방영 : 2000년           | 138-1    |
| 15–2 | "놀이동산에 가자"                | 1995년 3월 20일 대한민국 내 방영 : 2000년           | 138-3    |
| 15–3 | "흰둥이가 아파요"                | 1995년 3월 27일 대한민국 내 방영 : 2000년           | 139-2    |
| 16–1 | "병원에서 자요"                  | 1995년 7월 17일 대한민국 내 방영 : 2000년           | 153-3    |
| 16–2 | "엄마가 화장실에 갇혔어요"       | 1995년 8월 28일 대한민국 내 방영 : 2000년           | 157-1    |
| 16–3 | "벚꽃놀이를 가자"                | 1995년 3월 27일 대한민국 내 방영 : 2000년           | 139-3    |
| 17–1 | "텔레비전이 고장났어요"          | 1995년 4월 3일 대한민국 내 방영 : 2000년            | 140-2    |
| 17–2 | "흰둥이가 인형을 주웠어요"       | 1995년 4월 3일 대한민국 내 방영 : 2000년            | 140-3    |
| 17–3 | "나도 내 방이 갖고싶어요"        | 1995년 4월 17일 대한민국 내 방영 : 2000년           | 141-2    |
| 18–1 | "비가 내려요"                    | 1995년 7월 10일 대한민국 내 방영 : 2000년           | 152-1    |
| 18–2 | "할아버지가 집을 나오셨어요"     | 1995년 8월 7일 대한민국 내 방영 : 2000년            | 154-1    |
| 18–3 | "철수야, 놀자"                   | 1995년 8월 14일 대한민국 내 방영 : 2000년           | 155-1    |
| 19–1 | "드라이브하러 가자"              | 1995년 4월 17일 대한민국 내 방영 : 2000년           | 141-1    |
| 19–2 | "수다는 곤란해요"                | 1994년 4월 11일 대한민국 내 방영 : 2000년           | 92-2     |
| 19–3 | "조개를 잡으러 가요"             | 1994년 4월 25일 대한민국 내 방영 : 2000년           | 94-1     |
| 20–1 | "원장선생님과 소꿉놀이를 해요"   | 1994년 5월 2일 대한민국 내 방영 : 2000년            | 95-1     |
| 20–2 | "고급과자를 먹고 싶어요"         | 1994년 5월 9일 대한민국 내 방영 : 2000년            | 96-1     |
| 20–3 | "우주인을 만나고 싶어요"         | 1994년 5월 16일 대한민국 내 방영 : 2000년           | 97-2     |
| 21–1 | "동네 강아지를 맡아 키워요"      | 1994년 6월 6일 대한민국 내 방영 : 2000년            | 100-3    |
| 21–2 | "사랑할 것 같아요"               | 1995년 4월 17일 대한민국 내 방영 : 2000년           | 141-3    |
| 21–3 | "아빠가 잠을 못 자요"            | 1994년 8월 1일 대한민국 내 방영 : 2000년            | 108-1    |
| 22–1 | "유리가 화났어요"                | 1995년 9월 11일 대한민국 내 방영 : 2000년           | 159-2    |
| 22–2 | "누나랑 비를 피해요"             | 1994년 8월 1일 대한민국 내 방영 : 2000년            | 108-2    |
| 22–3 | "액션가면과 다시 만났어요"       | 1994년 8월 8일 대한민국 내 방영 : 2000년            | 109-3    |
| 23–1 | "온가족이 감기에 걸렸어요"       | 1995년 12월 11일 대한민국 내 방영 : 2000년          | 170-1    |
| 23–2 | "수족관에 갔어요"                | 1994년 8월 1일 대한민국 내 방영 : 2000년            | 108-3    |
| 23–3 | "아빠와 나 둘만의 하루"          | 1996년 2월 5일 대한민국 내 방영 : 2000년            | 176-1    |
| 24–1 | "이슬이 누나를 초대했어요"       | 1996년 2월 12일 대한민국 내 방영 : 2000년           | 177-1    |
| 24–2 | "혼자서 공놀이 하자"             | 1996년 2월 5일 대한민국 내 방영 : 2000년            | 176-2    |
| 24–3 | "이슬이 누나네 놀러가자"         | 1996년 2월 19일 대한민국 내 방영 : 2000년           | 178-1    |
| 25–1 | "집 잃은 강아지를 찾자"          | 1996년 2월 19일 대한민국 내 방영 : 2000년           | 178-3    |
| 25–2 | "액션가면 최대의 위기"           | 1996년 2월 19일 대한민국 내 방영 : 2000년           | 178-2    |
| 25–3 | "엄마는 모범 운전사"             | 1995년 4월 24일 대한민국 내 방영 : 2000년           | 142-1    |
| 26–1 | "엄마가 사고를 냈어요"           | 1995년 4월 24일 대한민국 내 방영 : 2000년           | 142-2    |
| 26–2 | "엄마가 비자금을 숨겨요"         | 1995년 12월 4일 대한민국 내 방영 : 2000년           | 169-3    |
| 26–3 | "나미리 선생님한테 봄이 왔어요"  | 1995년 4월 24일 대한민국 내 방영 : 2000년           | 142-3    |
| 27–1 | "흰둥이가 귀여움을 받아요"       | 1995년 11월 20일 대한민국 내 방영 : 2000년          | 167-3    |
| 27–2 | "데이트를 쫓아가자"              | 1995년 11월 27일 대한민국 내 방영 : 2000년          | 168-2    |
| 27–3 | "인절미는 질렸어요"              | 1996년 1월 8일 대한민국 내 방영 : 2000년            | 172-1    |
| 28–1 | "약속을 지키지 않으면 혼나요"    | 1994년 6월 13일 대한민국 내 방영 : 2000년           | 101-2    |
| 28–2 | "용숙이 누나의 연애편지"         | 1994년 6월 13일 대한민국 내 방영 : 2000년           | 101-3    |
| 28–3 | "데이트 구경을 하자"             | 1995년 5월 1일 대한민국 내 방영 : 2000년            | 143-3    |
| 29–1 | "인기스타와 악수 했어요"         | 1995년 5월 1일 대한민국 내 방영 : 2000년            | 143-1    |
| 29–2 | "팡팡 어린이 방위대"             | 1995년 5월 1일 대한민국 내 방영 : 2000년            | 143-2    |
| 29–3 | "데이트 분위기를 살리자"         | 1995년 11월 27일 대한민국 내 방영 : 2000년          | 168-3    |
| 30–1 | "머리 숱이 많아졌어요"           | 1996년 3월 11일 대한민국 내 방영 : 2000년           | 181-2    |
| 30–2 | "액션가면 최후의 결투"           | 1996년 3월 11일 대한민국 내 방영 : 2000년           | 181-3    |
| 30–3 | "구두를 닦아요"                  | 1996년 3월 18일 대한민국 내 방영 : 2000년           | 182-1    |
| 31–1 | "세계명작 훌라댄스의 개"         | 1996년 5월 17일 대한민국 내 방영 : 2000년 5월 1일   | 187-1    |
| 31–2 | "축제 구경을 가자"               | 1996년 5월 17일 대한민국 내 방영 : 2000년 5월 1일   | 187-2    |
| 31–3 | "새 차는 구경만 하자"            | 1996년 5월 17일 대한민국 내 방영 : 2000년 5월 1일   | 187-3    |
| 32–1 | "나미리 선생님은 의리가 있어요"  | 1995년 12월 18일 대한민국 내 방영 : 2000년 5월 2일  | 171-1    |
| 32–2 | "액션가면 빅 웨이브 작전"        | 1995년 12월 18일 대한민국 내 방영 : 2000년 5월 2일  | 171-2    |
| 32–3 | "아빠랑 백화점에 가요"           | 1996년 1월 15일 대한민국 내 방영 : 2000년 5월 2일   | 173-3    |
| 33–1 | "엄마는 다이어트 중"             | 1996년 1월 22일 대한민국 내 방영 : 2000년 5월 8일   | 174-1    |
| 33–2 | "천재악당 쯔바인바하"            | 1996년 1월 22일 대한민국 내 방영 : 2000년 5월 8일   | 174-2    |
| 33–3 | "엄마가 접촉사고를 냈어요"       | 1996년 1월 22일 대한민국 내 방영 : 2000년 5월 8일   | 174-3    |
| 34–1 | "집에 가고 싶지 않아요"          | 1996년 3월 4일 대한민국 내 방영 : 2000년 5월 9일    | 180-1    |
| 34–2 | "카세트로 장난하면 안돼요"       | 1996년 3월 4일 대한민국 내 방영 : 2000년 5월 9일    | 180-3    |
| 34–3 | "원숭이가 들어 왔어요"           | 1996년 3월 11일 대한민국 내 방영 : 2000년 5월 9일   | 181-1    |
| 35–1 | "새 차를 살 마음이 생겼어요"     | 1996년 5월 24일 대한민국 내 방영 : 2000년 5월 15일  | 188-1    |
| 35–2 | "화장실 청소를 하자"             | 1996년 5월 24일 대한민국 내 방영 : 2000년 5월 15일  | 188-3    |
| 35–3 | "치과는 무섭지 않아요"           | 1996년 7월 19일 대한민국 내 방영 : 2000년 5월 15일  | 195-3    |
| 36–1 | "지각 신기록이에요"              | 1996년 4월 19일 대한민국 내 방영 : 2000년 5월 16일  | 183-1    |
| 36–2 | "얌전히 자는 건 힘들어요"        | 1996년 4월 19일 대한민국 내 방영 : 2000년 5월 16일  | 183-3    |
| 36–3 | "택시 타고 쇼핑 가는건 힘들어요" | 1996년 4월 26일 대한민국 내 방영 : 2000년 5월 16일  | 184-2    |
| 37–1 | "출동 동물을 구하자"             | 1996년 6월 7일 대한민국 내 방영 : 2000년 5월 22일   | 189-2    |
| 37–2 | "수영장에서 구슬찾기를 하자"     | 1996년 7월 26일 대한민국 내 방영 : 2000년 5월 22일  | 196-2    |
| 37–3 | "이슬이 누나랑 술래잡기를 해요"  | 1996년 6월 21일 대한민국 내 방영 : 2000년 5월 22일  | 191-2    |
| 38–1 | "귀여운 구두닦이에요"            | 1996년 3월 18일 대한민국 내 방영 : 2000년 5월 23일  | 182-2    |
| 38–2 | "철수의 비밀공책"                | 1996년 3월 18일 대한민국 내 방영 : 2000년 5월 23일  | 182-3    |
| 38–3 | "흰둥이랑 술래잡기를 해요"       | 1996년 1월 29일 대한민국 내 방영 : 2000년 5월 23일  | 175-3    |
| 39–1 | "예쁜 이슬이 누나를 만났어요"    | 1996년 1월 29일 대한민국 내 방영 : 2000년 5월 29일  | 175-1    |
| 39–2 | "이슬이 누나가 좋아요"           | 1996년 1월 29일 대한민국 내 방영 : 2000년 5월 29일  | 175-2    |
| 39–3 | "모 내기를 하자"                 | 1996년 5월 24일 대한민국 내 방영 : 2000년 5월 29일  | 188-2    |
| 40–1 | "엄마랑 발레를 해요"             | 1996년 6월 21일 대한민국 내 방영 : 2000년 5월 30일  | 191-1    |
| 40–2 | "채성아 선생님이 좋아서 운대요"  | 1996년 7월 19일 대한민국 내 방영 : 2000년 5월 30일  | 195-2    |
| 40–3 | "봄나물을 먹어요"                | 1996년 1월 8일 대한민국 내 방영 : 2000년 5월 30일   | 172-2    |
| 41–1 | "엄마가 위독해요"                | 1996년 6월 21일 대한민국 내 방영 : 2000년 6월 5일   | 191-3    |
| 41–2 | "엄마가 임신 3개월 이래요"       | 1996년 7월 5일 대한민국 내 방영 : 2000년 6월 5일    | 193-1    |
| 41–3 | "태교를 도와야 해요"             | 1996년 7월 12일 대한민국 내 방영 : 2000년 6월 5일   | 194-1    |
| 42–1 | "등산하러 가자"                  | 1996년 8월 2일 대한민국 내 방영 : 2000년 6월 6일    | 197-1    |
| 42–2 | "산에서 길을 잃었어요"           | 1996년 8월 2일 대한민국 내 방영 : 2000년 6월 6일    | 197-2    |
| 42–3 | "무사히 구조 됐어요"             | 1996년 8월 2일 대한민국 내 방영 : 2000년 6월 6일    | 197-3    |
| 43–1 | "난 손오공이다"                  | 1996년 6월 28일 대한민국 내 방영 : 2000년 6월 12일  | 192-1    |
| 43–2 | "음식을 남기지 말자"             | 1996년 7월 26일 대한민국 내 방영 : 2000년 6월 12일  | 196-1    |
| 43–3 | "임신한 엄마를 위해 주자"        | 1996년 7월 26일 대한민국 내 방영 : 2000년 6월 12일  | 196-3    |
| 44–1 | "수집 하는 건 재미 있어요"       | 1996년 7월 5일 대한민국 내 방영 : 2000년 6월 13일   | 193-2    |
| 44–2 | "서점에서 책을 읽으면 안돼요"    | 1996년 7월 5일 대한민국 내 방영 : 2000년 6월 13일   | 193-3    |
| 44–3 | "보라가 편지를 보내요"           | 1996년 9월 6일 대한민국 내 방영 : 2000년 6월 13일   | 201-2    |
| 45–1 | "철수가 오해를 받아요"           | 1996년 7월 12일 대한민국 내 방영 : 2000년 6월 19일  | 194-2    |
| 45–2 | "오해받는 철수를 도와야 해요"    | 1996년 7월 12일 대한민국 내 방영 : 2000년 6월 19일  | 194-3    |
| 45–3 | "엄마는 내가 지킨다"             | 1996년 9월 6일 대한민국 내 방영 : 2000년 6월 19일   | 201-3    |
| 46–1 | "세계명작 짱구키오"              | 1996년 9월 13일 대한민국 내 방영 : 2000년 6월 20일  | 202-1    |
| 46–2 | "공을 찾아야 해요"               | 1996년 9월 13일 대한민국 내 방영 : 2000년 6월 20일  | 202-2    |
| 46–3 | "난 엄마의 보디가드예요"         | 1996년 9월 13일 대한민국 내 방영 : 2000년 6월 20일  | 202-3    |
| 47–1 | "동생을 기다려요"                | 1996년 10월 11일 대한민국 내 방영 : 2000년 6월 26일 | 203-1    |
| 47–2 | "동생을 달래요"                  | 1996년 10월 11일 대한민국 내 방영 : 2000년 6월 26일 | 203-2    |
| 47–3 | "자도자도 또 자고 싶어요"        | 1996년 10월 11일 대한민국 내 방영 : 2000년 6월 26일 | 203-3    |
| 48–1 | "가족사진을 찍어요"              | 1996년 10월 18일 대한민국 내 방영 : 2000년 6월 27일 | 204-1    |
| 48–2 | "짱아를 소개합니다"              | 1996년 11월 1일 대한민국 내 방영 : 2000년 6월 27일  | 206-1    |
| 48–3 | "읽은 책은 제자리에"             | 1995년 4월 3일 대한민국 내 방영 : 2000년 6월 27일   | 140-1    |

## 3기
| 화수 | 제목                                  | 본방송일자 (일본)                                    | 방영순서 |
| ---- | ------------------------------------- | ---------------------------------------------------- | -------- |
| 1–1  | "아빠는 힘들어요!"                    | 1993년 11월 1일 대한민국 내 방영 : 2003년 9월 22일   | 72-3     |
| 1–2  | "교복 입은 엄마!"                     | 1993년 11월 8일 대한민국 내 방영 : 2003년 9월 22일   | 73-1     |
| 1–3  | "모델하우스는 재밌어!"                | 1993년 11월 8일 대한민국 내 방영 : 2003년 9월 22일   | 73-2     |
| 2–1  | "오늘도 서점에서 놀아요!"             | 1993년 11월 22일 대한민국 내 방영 : 2003년 9월 23일  | 75-3     |
| 2–2  | "신혼부부가 싸웠어요!"                | 1993년 11월 29일 대한민국 내 방영 : 2003년 9월 23일  | 76-3     |
| 2–3  | "제야의 종소리를 들어요!"             | 1993년 12월 27일 대한민국 내 방영 : 2003년 9월 23일  | 79-3     |
| 3–1  | "세뱃돈을 받았어요!"                  | 1994년 1월 10일 대한민국 내 방영 : 2003년 9월 24일   | 80-1     |
| 3–2  | "세뱃돈으로 물건을 사요!"             | 1994년 1월 10일 대한민국 내 방영 : 2003년 9월 24일   | 80-2     |
| 3–3  | "할머니랑 할아버지가 오셨어요!"       | 1994년 1월 10일 대한민국 내 방영 : 2003년 9월 24일   | 80-3     |
| 4–1  | "여학교에 놀러갔어요!"                | 1994년 1월 31일 대한민국 내 방영 : 2003년 9월 25일   | 83-1     |
| 4–2  | "복권을 샀어요!"                      | 1994년 2월 7일 대한민국 내 방영 : 2003년 9월 25일    | 84-1     |
| 4–3  | "귀 후비면 기분이 좋아요!"            | 1994년 2월 21일 대한민국 내 방영 : 2003년 9월 25일   | 86-2     |
| 5–1  | "엄마가 동창회에 가요!"               | 1994년 2월 21일 대한민국 내 방영 : 2003년 9월 26일   | 86-3     |
| 5–2  | "엄마, 아빠가 이혼한대요!"            | 1994년 2월 28일 대한민국 내 방영 : 2003년 9월 26일   | 87-3     |
| 5–3  | "혼자서 목욕 할 거야!"                | 1994년 3월 7일 대한민국 내 방영 : 2003년 9월 26일    | 88-1     |
| 6–1  | "미술관에 왔어요!"                    | 1994년 3월 14일 대한민국 내 방영 : 2003년 9월 29일   | 89-1     |
| 6–2  | "내가 철수야!"                        | 1994년 3월 14일 대한민국 내 방영 : 2003년 9월 29일   | 89-2     |
| 6–3  | "아빠가 아파요!"                      | 1994년 3월 21일 대한민국 내 방영 : 2003년 9월 29일   | 90-1     |
| 7–1  | "센 바람이 불어도 나가 놀 거야!"      | 1994년 4월 4일 대한민국 내 방영 : 2003년 9월 30일    | 91-3     |
| 7–2  | "비참한 월급날!"                      | 1994년 4월 25일 대한민국 내 방영 : 2003년 9월 30일   | 94-2     |
| 7–3  | "구두쇠 대작전!"                      | 1994년 4월 25일 대한민국 내 방영 : 2003년 9월 30일   | 94-3     |
| 8–1  | "엄마는 운전면허가 없어요!"           | 1994년 5월 2일 대한민국 내 방영 : 2003년 10월 1일    | 95-2     |
| 8–2  | "운전면허 연습을 해요!"               | 1994년 5월 2일 대한민국 내 방영 : 2003년 10월 1일    | 95-3     |
| 8–3  | "나미리 선생님은 피곤해!"             | 1994년 5월 9일 대한민국 내 방영 : 2003년 10월 1일    | 96-2     |
| 9–1  | "엄마가 집을 나갔어요!"               | 1994년 5월 9일 대한민국 내 방영 : 2003년 10월 2일    | 96-3     |
| 9–2  | "교통규칙은 어려워!"                  | 1994년 5월 16일 대한민국 내 방영 : 2003년 10월 2일   | 97-1     |
| 9–3  | "짱구의 사인회!"                      | 1994년 5월 16일 대한민국 내 방영 : 2003년 10월 2일   | 97-3     |
| 10–1 | "옷장 정리를 해요!"                   | 1994년 5월 23일 대한민국 내 방영 : 2003년 10월 3일   | 98-1     |
| 10–2 | "점심에 불고기를 먹어요!"             | 1994년 5월 23일 대한민국 내 방영 : 2003년 10월 3일   | 98-2     |
| 10–3 | "경마장은 재밌어!"                    | 1994년 5월 23일 대한민국 내 방영 : 2003년 10월 3일   | 98-3     |
| 11–1 | "자전거 타고 유치원 가는 건 재밌어!"  | 1994년 3월 7일 대한민국 내 방영 : 2003년 10월 6일    | 99-1     |
| 11–2 | "운전 면허를 취득해요!"               | 1994년 5월 30일 대한민국 내 방영 : 2003년 10월 6일   | 99-2     |
| 11–3 | "엄마와 드라이브를 해요!"             | 1994년 5월 30일 대한민국 내 방영 : 2003년 10월 6일   | 99-3     |
| 12–1 | "볼링을 해요!"                        | 1994년 6월 6일 대한민국 내 방영 : 2003년 10월 7일    | 100-2    |
| 12–2 | "등산은 힘들어요!"                    | 1994년 6월 20일 대한민국 내 방영 : 2003년 10월 7일   | 102-2    |
| 12–3 | "식품매장 구경은 즐거워!"             | 1994년 6월 20일 대한민국 내 방영 : 2003년 10월 7일   | 102-3    |
| 13–1 | "동물원에 갔어요!"                    | 1994년 6월 27일 대한민국 내 방영 : 2003년 10월 8일   | 103-1    |
| 13–2 | "목수 아저씨는 힘들어!"               | 1994년 6월 27일 대한민국 내 방영 : 2003년 10월 8일   | 103-3    |
| 13–3 | "엄만 나만 미워해!"                   | 1994년 7월 4일 대한민국 내 방영 : 2003년 10월 8일    | 104-1    |
| 14–1 | "수영대회에 참가했어요!"              | 1994년 7월 4일 대한민국 내 방영 : 2003년 10월 9일    | 104-2    |
| 14–2 | "엄마는 천하태평!"                    | 1994년 7월 11일 대한민국 내 방영 : 2003년 10월 9일   | 105-1    |
| 14–3 | "길잃은 아기 고양이!"                 | 1994년 7월 11일 대한민국 내 방영 : 2003년 10월 9일   | 105-2    |
| 15–1 | "새 차를 보러가요!"                   | 1994년 7월 11일 대한민국 내 방영 : 2003년 10월 10일  | 105-3    |
| 15–2 | "보트 타고 놀자!"                     | 1994년 7월 18일 대한민국 내 방영 : 2003년 10월 10일  | 106-3    |
| 15–3 | "멜론을 붙여야 되요!"                 | 1994년 7월 25일 대한민국 내 방영 : 2003년 10월 10일  | 107-3    |
| 16–1 | "나도 만화가 조수할래!"               | 1994년 8월 8일 대한민국 내 방영 : 2003년 10월 13일   | 109-2    |
| 16–2 | "여름방학 그림일기!"                  | 1994년 8월 15일 대한민국 내 방영 : 2003년 10월 13일  | 110-1    |
| 16–3 | "이사를 도와줘요!"                    | 1994년 8월 15일 대한민국 내 방영 : 2003년 10월 13일  | 110-3    |
| 17–1 | "우체국에 심부름 가요!"               | 1994년 8월 22일 대한민국 내 방영 : 2003년 10월 14일  | 111-1    |
| 17–2 | "엄마의 파업!"                        | 1994년 8월 22일 대한민국 내 방영 : 2003년 10월 14일  | 111-3    |
| 17–3 | "나미리 선생님과 함께 가요!"          | 1994년 8월 29일 대한민국 내 방영 : 2003년 10월 14일  | 112-3    |
| 18–1 | "수저 세트를 닦아요!"                 | 1994년 9월 5일 대한민국 내 방영 : 2003년 10월 15일   | 113-1    |
| 18–2 | "길 잃은 아이를 도와줘요!"            | 1994년 9월 12일 대한민국 내 방영 : 2003년 10월 15일  | 114-1    |
| 18–3 | "애들 싸움이 어른 싸움 돼요!"         | 1994년 9월 12일 대한민국 내 방영 : 2003년 10월 15일  | 114-3    |
| 19–1 | "배 낚시를 해요!"                     | 1994년 9월 19일 대한민국 내 방영 : 2003년 10월 16일  | 115-1    |
| 19–2 | "천재소녀와 대결해요!"                | 1994년 9월 19일 대한민국 내 방영 : 2003년 10월 16일  | 115-2    |
| 19–3 | "차로 마중 나가요!"                   | 1994년 9월 19일 대한민국 내 방영 : 2003년 10월 16일  | 115-3    |
| 20–1 | "정통카레를 먹어요!"                  | 1994년 10월 3일 대한민국 내 방영 : 2003년 10월 17일  | 116-1    |
| 20–2 | "흰둥이 산책시키는 건 어려워!"        | 1994년 10월 3일 대한민국 내 방영 : 2003년 10월 17일  | 116-2    |
| 20–3 | "유치원에서 운동회를 해요!"           | 1994년 10월 3일 대한민국 내 방영 : 2003년 10월 17일  | 116-3    |
| 21–1 | "테니스로 승부해요!"                  | 1994년 10월 10일 대한민국 내 방영 : 2003년 10월 20일 | 117-1    |
| 21–2 | "가출 대 작전!"                       | 1994년 10월 10일 대한민국 내 방영 : 2003년 10월 20일 | 117-2    |
| 21–3 | "아기랑 얘기해요!"                    | 1994년 10월 10일 대한민국 내 방영 : 2003년 10월 20일 | 117-3    |
| 22–1 | "팩스는 재밌어!"                      | 1994년 10월 17일 대한민국 내 방영 : 2003년 10월 21일 | 118-1    |
| 22–2 | "나는야 천재 화가!"                   | 1994년 10월 17일 대한민국 내 방영 : 2003년 10월 21일 | 118-2    |
| 22–3 | "다리를 삐었어요!"                    | 1994년 10월 17일 대한민국 내 방영 : 2003년 10월 21일 | 118-3    |
| 23–1 | "집에 까마귀가 들어왔어요!"           | 1994년 10월 24일 대한민국 내 방영 : 2003년 10월 22일 | 119-1    |
| 23–2 | "철수와 대결해요!"                    | 1994년 10월 24일 대한민국 내 방영 : 2003년 10월 22일 | 119-2    |
| 23–3 | "피망을 싫어하는 건 고치기 힘들어요!" | 1994년 10월 24일 대한민국 내 방영 : 2003년 10월 22일 | 119-3    |
| 24–1 | "보트놀이를 해요!"                    | 1994년 10월 31일 대한민국 내 방영 : 2003년 10월 23일 | 120-1    |
| 24–2 | "정리하는 건 귀찮아!"                 | 1994년 10월 31일 대한민국 내 방영 : 2003년 10월 23일 | 120-2    |
| 24–3 | "점보라면을 먹어요!"                  | 1994년 10월 31일 대한민국 내 방영 : 2003년 10월 23일 | 120-3    |
| 25–1 | "아이스크림은 조심해서 먹어야 해요!"  | 1994년 11월 7일 대한민국 내 방영 : 2003년 10월 24일  | 121-1    |
| 25–2 | "철수와 이별해요!"                    | 1994년 11월 7일 대한민국 내 방영 : 2003년 10월 24일  | 121-2    |
| 25–3 | "잊혀진 짱구!"                        | 1994년 11월 7일 대한민국 내 방영 : 2003년 10월 24일  | 121-3    |
| 26–1 | "낮잠자기도 힘들어요!"                | 1994년 11월 14일 대한민국 내 방영 : 2003년 10월 27일 | 122-1    |
| 26–2 | "샤브샤브를 먹어요!"                  | 1994년 11월 14일 대한민국 내 방영 : 2003년 10월 27일 | 122-2    |
| 26–3 | "아빠와 이발소에 가요!"               | 1994년 11월 14일 대한민국 내 방영 : 2003년 10월 27일 | 122-3    |
| 27–1 | "숨바꼭질을 해요!"                    | 1994년 11월 21일 대한민국 내 방영 : 2003년 10월 28일 | 123-1    |
| 27–2 | "아기가 된 짱구!"                     | 1994년 11월 21일 대한민국 내 방영 : 2003년 10월 28일 | 123-2    |
| 27–3 | "엄마가 아르바이트 해요!"             | 1994년 11월 21일 대한민국 내 방영 : 2003년 10월 28일 | 123-3    |
| 28–1 | "나미리 선생님의 휴일!"               | 1994년 11월 28일 대한민국 내 방영 : 2003년 10월 29일 | 124-1    |
| 28–2 | "아이바꾸기 놀이를 해요!"             | 1994년 11월 28일 대한민국 내 방영 : 2003년 10월 29일 | 124-2    |
| 28–3 | "집에 못 들어가요!"                   | 1994년 11월 28일 대한민국 내 방영 : 2003년 10월 29일 | 124-3    |
| 29–1 | "형사놀이를 해요!"                    | 1994년 12월 5일 대한민국 내 방영 : 2003년 10월 30일  | 125-1    |
| 29–2 | "택배원은 힘들어!"                    | 1994년 12월 19일 대한민국 내 방영 : 2003년 10월 30일 | 127-2    |
| 29–3 | "채성아 선생님의 크리스마스 이브!"    | 1994년 12월 19일 대한민국 내 방영 : 2003년 10월 30일 | 127-3    |
| 30–1 | "찹쌀떡은 맛있어!"                    | 1995년 1월 16일 대한민국 내 방영 : 2003년 10월 31일  | 129-3    |
| 30–2 | "여자 프로레슬링은 재밌어!"           | 1995년 1월 30일 대한민국 내 방영 : 2003년 10월 31일  | 131-2    |
| 30–3 | "복주머니를 사러가요!"                | 1995년 2월 13일 대한민국 내 방영 : 2003년 10월 31일  | 133-2    |
| 31–1 | "수험생에게 용기를 줘요!"             | 1995년 2월 13일 대한민국 내 방영 : 2003년 11월 3일   | 133-3    |
| 31–2 | "티슈로 장난하면 안돼요!"             | 1995년 2월 20일 대한민국 내 방영 : 2003년 11월 3일   | 134-1    |
| 31–3 | "서서 읽기는 즐거워요!"               | 1995년 3월 6일 대한민국 내 방영 : 2003년 11월 3일    | 136-3    |
| 32–1 | "특급 호텔에서 하룻밤!"               | 1995년 3월 20일 대한민국 내 방영 : 2003년 11월 4일   | 138-2    |
| 32–2 | "한가로운 봄방학 아침!"               | 1995년 3월 27일 대한민국 내 방영 : 2003년 11월 4일   | 139-1    |
| 32–3 | "아빠랑 헤어져야 해요!"               | 1995년 5월 15일 대한민국 내 방영 : 2003년 11월 4일   | 145-3    |
| 33–1 | "아빠가 없는 밤!"                     | 1995년 5월 22일 대한민국 내 방영 : 2003년 11월 5일   | 146-1    |
| 33–2 | "청소는 힘들어!"                      | 1995년 5월 22일 대한민국 내 방영 : 2003년 11월 5일   | 146-2    |
| 33–3 | "아빠의 수난시대!"                    | 1995년 6월 12일 대한민국 내 방영 : 2003년 11월 5일   | 148-2    |
| 34–1 | "맛있는 파전을 먹어요!"               | 1995년 6월 12일 대한민국 내 방영 : 2003년 11월 6일   | 148-3    |
| 34–2 | "물건을 많이 사요!"                   | 1995년 6월 19일 대한민국 내 방영 : 2003년 11월 6일   | 149-1    |
| 34–3 | "용숙대장의 집에 갔어요!"             | 1995년 6월 26일 대한민국 내 방영 : 2003년 11월 6일   | 150-2    |
| 35–1 | "문어빵을 만들어요!"                  | 1995년 6월 26일 대한민국 내 방영 : 2003년 11월 7일   | 150-3    |
| 35–2 | "여자친구 사귀기는 힘들어요!"         | 1995년 7월 17일 대한민국 내 방영 : 2003년 11월 7일   | 153-1    |
| 35–3 | "여자 대학교는 재밌어요!"             | 1995년 8월 7일 대한민국 내 방영 : 2003년 11월 7일    | 154-2    |
| 36–1 | "할아버지는 못말려!"                  | 1995년 8월 7일 대한민국 내 방영 : 2003년 11월 10일   | 154-3    |
| 36–2 | "수영복을 골라요!"                    | 1995년 8월 21일 대한민국 내 방영 : 2003년 11월 10일  | 156-1    |
| 36–3 | "민박을 해요!"                        | 1995년 8월 21일 대한민국 내 방영 : 2003년 11월 10일  | 156-2    |
| 37–1 | "나미리 선생님의 위기!"               | 1995년 8월 21일 대한민국 내 방영 : 2003년 11월 11일  | 156-3    |
| 37–2 | "나미리 선생님의 짐수레!"             | 1995년 8월 28일 대한민국 내 방영 : 2003년 11월 11일  | 157-2    |
| 37–3 | "보모가 된 짱구!"                     | 1995년 9월 4일 대한민국 내 방영 : 2003년 11월 11일   | 158-1    |
| 38–1 | "아빠를 따라가요!"                    | 1995년 9월 4일 대한민국 내 방영 : 2003년 11월 12일   | 158-2    |
| 38–2 | "배달사명을 완수해요!"                | 1995년 9월 4일 대한민국 내 방영 : 2003년 11월 12일   | 158-3    |
| 38–3 | "아빠의 꿈은 황당해!"                 | 1995년 9월 11일 대한민국 내 방영 : 2003년 11월 12일  | 159-1    |
| 39–1 | "프로포즈 기념일이에요!"              | 1995년 9월 11일 대한민국 내 방영 : 2003년 11월 13일  | 159-3    |
| 39–2 | "운동회에서 활약해요!"                | 1995년 10월 9일 대한민국 내 방영 : 2003년 11월 13일  | 161-1    |
| 39–3 | "아침 귀가는 힘들어요!"               | 1995년 10월 9일 대한민국 내 방영 : 2003년 11월 13일  | 161-2    |
| 40–1 | "엄마가 처음 골프를 쳐요!"            | 1995년 10월 9일 대한민국 내 방영 : 2003년 11월 14일  | 161-3    |
| 40–2 | "난 선장이에요!"                      | 1995년 10월 16일 대한민국 내 방영 : 2003년 11월 14일 | 162-1    |
| 40–3 | "짜장라면이 폭발해요!"                | 1995년 10월 23일 대한민국 내 방영 : 2003년 11월 14일 | 163-2    |
| 41–1 | "아빠의 동창회!"                      | 1995년 10월 16일 대한민국 내 방영 : 2003년 11월 17일 | 162-2    |
| 41–2 | "동창회는 재밌어!"                    | 1995년 10월 16일 대한민국 내 방영 : 2003년 11월 17일 | 162-3    |
| 41–3 | "비오는 날 마중 나가요!"              | 1995년 10월 23일 대한민국 내 방영 : 2003년 11월 17일 | 163-3    |
| 42–1 | "아빠의 엉덩이가 아파요!"             | 1995년 10월 30일 대한민국 내 방영 : 2003년 11월 18일 | 164-1    |
| 42–2 | "한우 꽃등심 스테이크는 너무 비싸요!" | 1995년 11월 6일 대한민국 내 방영 : 2003년 11월 18일  | 165-3    |
| 42–3 | "짱구와 3인의 도적!"                  | 1995년 11월 13일 대한민국 내 방영 : 2003년 11월 18일 | 166-1    |
| 43–1 | "액션가면과 공포의 거미로봇!"         | 1995년 11월 13일 대한민국 내 방영 : 2003년 11월 19일 | 166-2    |
| 43–2 | "흰둥이 집을 수리해요!"               | 1995년 11월 13일 대한민국 내 방영 : 2003년 11월 19일 | 166-3    |
| 43–3 | "낙엽을 청소해요!"                    | 1995년 11월 20일 대한민국 내 방영 : 2003년 11월 19일 | 167-1    |
| 44–1 | "월동 준비를 해요!"                   | 1995년 11월 20일 대한민국 내 방영 : 2003년 11월 20일 | 167-2    |
| 44–2 | "붉은 장미 삼총사는 괴로워!"          | 1995년 12월 4일 대한민국 내 방영 : 2003년 11월 20일  | 169-1    |
| 44–3 | "나는야 서점 직원!"                   | 1995년 12월 4일 대한민국 내 방영 : 2003년 11월 20일  | 169-2    |
| 45–1 | "초록 어린이 방위대의 활약!"          | 1995년 12월 11일 대한민국 내 방영 : 2003년 11월 21일 | 170-2    |
| 45–2 | "추운 밤에도 목욕을 해요!"            | 1996년 12월 11일 대한민국 내 방영 : 2003년 11월 21일 | 170-3    |
| 45–3 | "송년회는 피곤해!"                    | 1996년 12월 18일 대한민국 내 방영 : 2003년 11월 21일 | 171-3    |
| 46–1 | "아빠의 용돈이 떨어졌어요!"           | 1996년 1월 8일 대한민국 내 방영 : 2003년 11월 24일   | 172-3    |
| 46–2 | "이불 속에서 나가기 싫어요!"          | 1996년 1월 15일 대한민국 내 방영 : 2003년 11월 24일  | 173-2    |
| 46–3 | "인라인 스케이트를 타요!"             | 1996년 2월 13일 대한민국 내 방영 : 2003년 11월 24일  | 177-2    |
| 47–1 | "인라인 스케이트 시합을 해요!"        | 1996년 2월 12일 대한민국 내 방영 : 2003년 11월 25일  | 177-3    |
| 47–2 | "홈쇼핑은 중독이에요!"                | 1996년 4월 19일 대한민국 내 방영 : 2003년 11월 25일  | 183-2    |
| 47–3 | "채성아 선생님한테도 봄이 왔어요!"    | 1996년 4월 26일 대한민국 내 방영 : 2003년 11월 25일  | 184-1    |
| 48–1 | "짱구는 간식대장!"                    | 1996년 4월 26일 대한민국 내 방영 : 2003년 11월 26일  | 184-3    |
| 48–2 | "드디어 새 차를 샀어요!"              | 1996년 6월 7일 대한민국 내 방영 : 2003년 11월 26일   | 189-1    |
| 48–3 | "무서운 국수가게!"                    | 1996년 6월 7일 대한민국 내 방영 : 2003년 11월 26일   | 189-3    |
| 49–1 | "유명 만화가의 사인을 받고 싶어요!"   | 1996년 6월 28일 대한민국 내 방영 : 2003년 11월 27일  | 192-2    |
| 49–2 | "인공호흡을 배워요!"                  | 1996년 6월 28일 대한민국 내 방영 : 2003년 11월 27일  | 192-3    |
| 49–3 | "옛날 옛적에!"                        | 1996년 7월 19일 대한민국 내 방영 : 2003년 11월 27일  | 195-1    |
| 50–1 | "토끼와 짱구거북의 경주!"             | 1996년 8월 9일 대한민국 내 방영 : 2003년 11월 28일   | 198-2    |
| 50–2 | "붉은 장미 삼총사의 아르바이트!"      | 1996년 8월 9일 대한민국 내 방영 : 2003년 11월 28일   | 198-3    |
| 50–3 | "짱구의 보물, 액션가면 팬티!"         | 1995년 9월 18일 대한민국 내 방영 : 2003년 11월 28일  | 160-1    |

## 4기
| 화수 | 제목                                       | 본방송일자 (일본)                                    | 방영순서 |
| ---- | ------------------------------------------ | ---------------------------------------------------- | -------- |
| 1–1  | "짱구는 다정한 오라버니"                   | 1996년 10월 25일 대한민국 내 방영 : 2004년 4월 15일  | 205-1    |
| 1–2  | "붉은 전갈단과 검은 도마뱀단의 결투"       | 1996년 10월 25일 대한민국 내 방영 : 2004년 4월 15일  | 205-2    |
| 1–3  | "한밤중의 기저귀 대소동!"                  | 1996년 10월 25일 대한민국 내 방영 : 2004년 4월 15일  | 205-3    |
| 2–1  | "짱아를 소개 해줄게"                       | 1996년 11월 1일 대한민국 내 방영 : 2004년 4월 15일   | 206-1    |
| 2–2  | "소풍은 역시 즐거워"                       | 1996년 11월 1일 대한민국 내 방영 : 2004년 4월 22일   | 206-2    |
| 2–3  | "원장 선생님의 가정방문"                   | 1996년 11월 1일 대한민국 내 방영 : 2004년 4월 22일   | 206-3    |
| 3–1  | "짱구 흰둥이와 집을 나가다"                | 1996년 11월 8일 대한민국 내 방영 : 2004년 4월 22일   | 207-1    |
| 3–2  | "짱구 아기보기 선수"                       | 1996년 11월 15일 대한민국 내 방영 : 2004년 4월 22일  | 208-1    |
| 3–3  | "짱구 예금통장 만들다"                     | 1996년 11월 15일 대한민국 내 방영 : 2004년 4월 29일  | 208-3    |
| 4–1  | "짱구 회사원이 되다"                       | 1996년 11월 22일 대한민국 내 방영 : 2004년 4월 29일  | 209-3    |
| 4–2  | "짱구와 할아버지는 붕어빵"                 | 1996년 11월 22일 대한민국 내 방영 : 2004년 4월 29일  | 209-1    |
| 4–3  | "대결! 친할아버지 대 외할아버지"           | 1996년 11월 29일 대한민국 내 방영 : 2004년 4월 29일  | 210-1    |
| 5–1  | "짱아는 잘 생긴 의사를 좋아해!"            | 1996년 12월 6일 대한민국 내 방영 : 2004년 5월 6일    | 211-2    |
| 5–2  | "빵가게 도둑은 형사반장?"                  | 1996년 12월 13일 대한민국 내 방영 : 2004년 5월 6일   | 212-2    |
| 5–3  | "짱아의 기어다니기 특별훈련"               | 1997년 1월 10일 대한민국 내 방영 : 2004년 5월 6일    | 214-1    |
| 6–1  | "짱구 미아를 돌봐주다"                     | 1997년 1월 10일 대한민국 내 방영 : 2004년 5월 6일    | 214-2    |
| 6–2  | "채성아 선생님 오해는 괴로워"              | 1997년 1월 10일 대한민국 내 방영 : 2004년 5월 7일    | 214-3    |
| 6–3  | "마릴린 누나는 여자 짱구"                  | 1997년 1월 31일 대한민국 내 방영 : 2004년 5월 7일    | 217-2    |
| 7–1  | "내 동생은 내가 지킨다"                    | 1997년 1월 31일 대한민국 내 방영 : 2004년 5월 7일    | 217-3    |
| 7–2  | "아기 고양이의 주인찾기"                   | 1997년 2월 21일 대한민국 내 방영 : 2004년 5월 7일    | 220-2    |
| 7–3  | "엄마의 짱아 찾기 대작전"                  | 1997년 3월 14일 대한민국 내 방영 : 2004년 5월 13일   | 222-1    |
| 8–1  | "아빠회사에 서류를 갖다 주자"              | 1997년 3월 7일 대한민국 내 방영 : 2004년 5월 13일    | 221-1    |
| 8–2  | "전철을 타고 아빠회사로 출발"              | 1997년 3월 7일 대한민국 내 방영 : 2004년 5월 13일    | 221-2    |
| 8–3  | "짱구는 아빠의 수호천사"                   | 1997년 3월 7일 대한민국 내 방영 : 2004년 5월 14일    | 221-3    |
| 9–1  | "고양이 키우기 대작전"                     | 1997년 3월 14일 대한민국 내 방영 : 2004년 5월 14일   | 222-2    |
| 9–2  | "용기가 생기는 선글라스"                   | 1997년 3월 14일 대한민국 내 방영 : 2004년 5월 20일   | 222-3    |
| 9–3  | "엄마의 취미는 쇼핑하기"                   | 1997년 3월 21일 대한민국 내 방영 : 2004년 5월 20일   | 223-1    |
| 10–1 | "짱아는 짱구에게 맡겨라"                   | 1997년 3월 21일 대한민국 내 방영 : 2004년 5월 20일   | 223-3    |
| 10–2 | "짱구, 바지에 실례하다"                    | 1997년 4월 4일 대한민국 내 방영 : 2004년 5월 20일    | 224-1    |
| 10–3 | "짱아의 시어머니는 누가 좋을까?"           | 1997년 4월 4일 대한민국 내 방영 : 2004년 5월 21일    | 224-3    |
| 11–1 | "짱구는 마음 넓은 오라버니"                | 1997년 4월 11일 대한민국 내 방영 : 2004년 5월 21일   | 225-2    |
| 11–2 | "나미리 선생님의 연애편지"                 | 1997년 4월 11일 대한민국 내 방영 : 2004년 5월 21일   | 225-3    |
| 11–3 | "짱아는 반짝이는 걸 좋아해"                | 1997년 4월 25일 대한민국 내 방영 : 2004년 5월 27일   | 226-1    |
| 12–1 | "아기 돌보기는 힘들어"                     | 1997년 4월 25일 대한민국 내 방영 : 2004년 5월 27일   | 226-3    |
| 12–2 | "엄마는 아무나 하나?!"                     | 1997년 5월 9일 대한민국 내 방영 : 2004년 5월 27일    | 228-1    |
| 12–3 | "엄마의 고생을 누가 알랴"                  | 1997년 5월 9일 대한민국 내 방영 : 2004년 5월 28일    | 228-3    |
| 13–1 | "내 친구 철수는 깔끔쟁이"                  | 1997년 5월 16일 대한민국 내 방영 : 2004년 5월 28일   | 229-2    |
| 13–2 | "오늘은 외식하는 날"                       | 1997년 5월 23일 대한민국 내 방영 : 2004년 5월 28일   | 230-3    |
| 13–3 | "혼자서도 잘 놀아요"                       | 1997년 6월 6일 대한민국 내 방영 : 2004년 6월 3일     | 232-1    |
| 14–1 | "철수는 짱구를 믿었다! 정말?"              | 1997년 5월 30일 대한민국 내 방영 : 2004년 6월 3일    | 231-2    |
| 14–2 | "탄생!! 최고의 판매왕"                     | 1997년 5월 30일 대한민국 내 방영 : 2004년 6월 3일    | 231-3    |
| 14–3 | "비가 올까요? 안 올까요?"                  | 1997년 6월 6일 대한민국 내 방영 : 2004년 6월 4일     | 232-2    |
| 15–1 | "엄마의 컴맹탈출 대작전"                   | 1997년 6월 6일 대한민국 내 방영 : 2004년 6월 4일     | 232-3    |
| 15–2 | "채성아 선생님의 눈물의 데이트"            | 1997년 6월 13일 대한민국 내 방영 : 2004년 6월 4일    | 233-2    |
| 15–3 | "한미남 아저씨의 감동의 청혼"              | 1997년 6월 13일 대한민국 내 방영 : 2004년 6월 10일   | 233-3    |
| 16–1 | "에어컨이 생겼어요"                        | 1997년 8월 22일 대한민국 내 방영 : 2004년 6월 10일   | 243-3    |
| 16–2 | "떡잎마을 방범대! 거짓말은 안 통해"        | 1997년 8월 22일 대한민국 내 방영 : 2004년 6월 10일   | 243-2    |
| 16–3 | "보물지도 대소동"                          | 1997년 8월 22일 대한민국 내 방영 : 2004년 6월 11일   | 243-1    |
| 17–1 | "달팽이 찾아 삼만리"                       | 1997년 6월 27일 대한민국 내 방영 : 2004년 6월 11일   | 235-2    |
| 17–2 | "짱구와 짱아는 붕어빵 남매"                | 1997년 7월 4일 대한민국 내 방영 : 2004년 6월 11일    | 236-1    |
| 17–3 | "스토커는 용서할 수 없어"                  | 1997년 7월 4일 대한민국 내 방영 : 2004년 6월 11일    | 236-3    |
| 18–1 | "물놀이는 즐거워"                          | 1997년 7월 18일 대한민국 내 방영 : 2004년 6월 17일   | 238-2    |
| 18–2 | "승부의 세계는 냉정한 법"                  | 1997년 7월 18일 대한민국 내 방영 : 2004년 6월 17일   | 238-3    |
| 18–3 | "원장님과 신나는 물뿌리기"                 | 1997년 7월 18일 대한민국 내 방영 : 2004년 6월 17일   | 239-2    |
| 19–1 | "금 나와라 뚝딱! 계란 나와라 뚝딱!"        | 1997년 8월 29일 대한민국 내 방영 : 2004년 6월 18일   | 244-1    |
| 19–2 | "여름 감기는 무서워"                       | 1997년 8월 29일 대한민국 내 방영 : 2004년 6월 18일   | 244-2    |
| 19–3 | "우두두! 닭살 돋던 날"                     | 1997년 9월 19일 대한민국 내 방영 : 2004년 6월 18일   | 247-1    |
| 20–1 | "대결!! 물총 vs 딱총"                      | 1997년 9월 5일 대한민국 내 방영 : 2004년 6월 18일    | 245-1    |
| 20–2 | "특명!! 체지방을 줄여라"                   | 1997년 9월 5일 대한민국 내 방영 : 2004년 6월 18일    | 245-2    |
| 20–3 | "돌아온 황야의 무법자"                     | 1997년 9월 5일 대한민국 내 방영 : 2004년 6월 18일    | 245-3    |
| 21–1 | "오늘은 즐거운 소풍 가는 날"               | 1997년 10월 17일 대한민국 내 방영 : 2004년 6월 24일  | 249-2    |
| 21–2 | "감자머리에 송충이 눈썹을 아시나요?"       | 1997년 10월 17일 대한민국 내 방영 : 2004년 6월 24일  | 249-3    |
| 21–3 | "맛있는 카레를 만들어 보아요"              | 1997년 11월 14일 대한민국 내 방영 : 2004년 6월 25일  | 253-1    |
| 22–1 | "짱구는 못말려! 짱아도 못말려!"            | 1997년 11월 14일 대한민국 내 방영 : 2004년 6월 25일  | 253-3    |
| 22–2 | "초록빛 스카프 목에 두르고"                | 1997년 11월 14일 대한민국 내 방영 : 2004년 6월 25일  | 253-2    |
| 22–3 | "제한시간 5시 30분 입니다"                 | 1997년 12월 19일 대한민국 내 방영 : 2004년 6월 25일  | 258-1    |
| 23–1 | "모기와의 한판 전쟁"                       | 1997년 7월 25일 대한민국 내 방영 : 2004년 6월 25일   | 239-3    |
| 23–2 | "물놀이에는 사고가 따르는 법"              | 1997년 8월 1일 대한민국 내 방영 : 2004년 7월 1일     | 240-3    |
| 23–3 | "오늘의 미스터리 극장! 공포의 프랑스 인형" | 1997년 8월 8일 대한민국 내 방영 : 2004년 7월 1일     | 241-1    |
| 24–1 | "짱구에게도 자유를 달라!"                  | 1997년 10월 24일 대한민국 내 방영 : 2004년 7월 1일   | 250-2    |
| 24–2 | "짱아를 위해선 뭔들 못하랴"                | 1997년 10월 24일 대한민국 내 방영 : 2004년 7월 2일   | 250-3    |
| 24–3 | "떡잎 탐험대와 공포의 흰둥이"              | 1997년 10월 31일 대한민국 내 방영 : 2004년 7월 2일   | 251-2    |
| 25–1 | "평소 모습 그대로가 좋아요"                | 1997년 11월 21일 대한민국 내 방영 : 2004년 7월 2일   | 254-1    |
| 25–2 | "날아라 날아라 종이 비행기"                | 1997년 12월 12일 대한민국 내 방영 : 2004년 8월 6일   | 257-3    |
| 25–3 | "엄마의 과거를 찾아서"                     | 1997년 11월 21일 대한민국 내 방영 : 2004년 8월 6일   | 254-3    |
| 26–1 | "내 동생 짱아는 따라쟁이"                  | 1998년 5월 8일 대한민국 내 방영 : 2004년 8월 7일     | 272-1    |
| 26–2 | "동생이 갖고 싶어요"                       | 1998년 5월 15일 대한민국 내 방영 : 2003년 8월 7일    | 273-2    |
| 26–3 | "한 여름 밤의 출장 대소동"                 | 1998년 5월 8일 대한민국 내 방영 : 2003년 8월 7일     | 272-2    |
| 27–1 | "바글바글 만원기차를 탔어요"               | 1997년 8월 15일 대한민국 내 방영 : 2003년 8월 13일   | 242-2    |
| 27–2 | "나는야 드래곤! 순정의 사나이"             | 1997년 11월 28일 대한민국 내 방영 : 2003년 8월 13일  | 255-3    |
| 27–3 | "동생을 찾습니다! 이름은 신짱아"           | 1997년 9월 19일 대한민국 내 방영 : 2003년 8월 13일   | 247-3    |
| 28–1 | "가위바위보! 한판승부"                     | 1998년 6월 5일 대한민국 내 방영 : 2003년 8월 14일    | 276-1    |
| 28–2 | "나미리 선생님! 동창생을 만나다"           | 1998년 6월 5일 대한민국 내 방영 : 2003년 8월 14일    | 276-2    |
| 28–3 | "붕대감고 칭칭! 맴매맞고 엉엉!"            | 1998년 5월 29일 대한민국 내 방영 : 2003년 8월 14일   | 275-1    |
| 29–1 | "공포의 유치원이다"                        | 1997년 8월 8일 대한민국 내 방영 : 2003년 8월 20일    | 241-2    |
| 29–2 | "선물은 마음이 중요한 법! 정말?"           | 1997년 11월 7일 대한민국 내 방영 : 2003년 8월 20일   | 252-1    |
| 29–3 | "채성아 선생님과 모델 하우스"              | 1997년 11월 7일 대한민국 내 방영 : 2003년 8월 20일   | 252-2    |
| 30–1 | "신나는 회중전등 놀이"                     | 1997년 11월 7일 대한민국 내 방영 : 2003년 8월 21일   | 252-3    |
| 30–2 | "난 여자가 좋아! 나도 나도"                | 1998년 3월 6일 대한민국 내 방영 : 2003년 8월 21일    | 266-1    |
| 30–3 | "흰둥이! 배고픔은 못 참아"                 | 1998년 3월 6일 대한민국 내 방영 : 2003년 8월 21일    | 266-2    |
| 31–1 | "한 여름 밤의 불꽃놀이"                    | 1998년 8월 21일 대한민국 내 방영 : 2003년 8월 27일   | 287-3    |
| 31–2 | "나는야 스파이! 미스터 신짱구"             | 1998년 6월 19일 대한민국 내 방영 : 2003년 8월 27일   | 278-3    |
| 31–3 | "울보 훈이! 헛것을 보다"                   | 1998년 6월 26일 대한민국 내 방영 : 2003년 8월 27일   | 279-2    |
| 32–1 | "한걸음 두걸음! 걸어봅시다"                | 1998년 7월 3일 대한민국 내 방영 : 2003년 8월 28일    | 280-2    |
| 32–2 | "엄마랑 짱구랑! 누가 누가 이기나?"         | 1998년 7월 3일 대한민국 내 방영 : 2003년 8월 28일    | 280-3    |
| 32–3 | "천재소녀 신짱아! 우리의 희망"             | 1998년 8월 21일 대한민국 내 방영 : 2003년 8월 28일   | 287-1    |
| 33–1 | "나미리 선생님, 병문안 가던 날"            | 1998년 8월 28일 대한민국 내 방영 : 2003년 9월 3일    | 288-2    |
| 33–2 | "모기와의 전쟁을 선포하다"                 | 1998년 9월 18일 대한민국 내 방영 : 2003년 9월 3일    | 290-1    |
| 33–3 | "공포의 카드점 새 댁을 지켜라"             | 1998년 8월 21일 대한민국 내 방영 : 2003년 9월 3일    | 287-2    |
| 34–1 | "나는야 조용한 사나이!"                    | 1998년 8월 28일 대한민국 내 방영 : 2003년 9월 4일    | 288-1    |
| 34–2 | "싹싹이로 싹싹 밀어봅시다"                 | 1998년 8월 28일 대한민국 내 방영 : 2003년 9월 4일    | 288-3    |
| 34–3 | "이웃집 할머니! 미스 루루"                 | 1998년 9월 18일 대한민국 내 방영 : 2003년 9월 4일    | 290-2    |
| 35–1 | "내 토끼는 내가 지킨다!!"                  | 1998년 2월 6일 대한민국 내 방영 : 2003년 9월 18일    | 263-2    |
| 35–2 | "짱구 엄마 집을 나가다!!"                  | 1998년 2월 6일 대한민국 내 방영 : 2003년 9월 18일    | 267-1    |
| 35–3 | "기대하시라!! 한우 스테이크"               | 1998년 3월 13일 대한민국 내 방영 : 2003년 9월 18일   | 263-1    |
| 36–1 | "떡잎방범대! 제2의 비밀기지"               | 1998년 3월 13일 대한민국 내 방영 : 2003년 9월 19일   | 267-2    |
| 36–2 | "짱구는 짱아의 귀여운 동생"                | 1998년 3월 20일 대한민국 내 방영 : 2003년 9월 19일   | 268-1    |
| 36–3 | "짱구와 사부는 환상의 콤비"                | 1998년 3월 20일 대한민국 내 방영 : 2003년 9월 19일   | 268-2    |
| 37–1 | "나미리 선생님!! 천사가되다"               | 1998년 9월 25일 대한민국 내 방영 : 2003년 9월 25일   | 291-1    |
| 37–2 | "나미리 선생님!! 데이트 하던 날!!"         | 1998년 10월 16일 대한민국 내 방영 : 2003년 9월 25일  | 292-1    |
| 37–3 | "짱구랑 아빠랑 비행기 놀이"                | 1998년 10월 23일 대한민국 내 방영 : 2003년 9월 25일  | 293-1    |
| 38–1 | "자나깨나 도둑 조심"                       | 1998년 10월 23일 대한민국 내 방영 : 2003년 9월 26일  | 293-2    |
| 38–2 | "마법소녀 마리는 모두가 좋아해"            | 1998년 10월 30일 대한민국 내 방영 : 2003년 9월 26일  | 294-2    |
| 38–3 | "설거지는 괴로워"                          | 1998년 10월 30일 대한민국 내 방영 : 2003년 9월 26일  | 294-1    |
| 39–1 | "맹구의 축하파티"                          | 1998년 11월 6일 대한민국 내 방영 : 2003년 10월 1일   | 295-1    |
| 39–2 | "신기한 요술 보온병"                       | 1998년 11월 13일 대한민국 내 방영 : 2003년 10월 1일  | 296-1    |
| 39–3 | "유리도 화나면 무서워"                     | 1998년 11월 13일 대한민국 내 방영 : 2003년 10월 1일  | 296-2    |
| 40–1 | "부장님 고양이는 비싼 고양이"              | 1998년 11월 13일 대한민국 내 방영 : 2003년 10월 2일  | 296-3    |
| 40–2 | "철수와 함께 군고구마를"                   | 1998년 11월 20일 대한민국 내 방영 : 2003년 10월 2일  | 297-1    |
| 40–3 | "이불이냐 쇼핑이냐? 그것이 문제로다"       | 1999년 1월 29일 대한민국 내 방영 : 2003년 10월 2일   | 304-1    |
| 41–1 | "아빠는 짱아만 좋아해"                     | 1998년 4월 10일 대한민국 내 방영 : 2003년 10월 8일   | 269-1    |
| 41–2 | "등장! 떡잎방범대의 라이벌"                | 1998년 4월 10일 대한민국 내 방영 : 2003년 10월 8일   | 269-3    |
| 41–3 | "재미있는 휴대전화 놀이"                   | 1998년 4월 24일 대한민국 내 방영 : 2003년 10월 8일   | 270-2    |
| 42–1 | "차은주 선생님! 용감해지다"                | 1998년 7월 10일 대한민국 내 방영 : 2003년 10월 9일   | 281-2    |
| 42–2 | "선물이 왔어요"                            | 1998년 7월 10일 대한민국 내 방영 : 2003년 10월 9일   | 281-3    |
| 42–3 | "차은주 선생님! 안경의 비밀"               | 1998년 7월 17일 대한민국 내 방영 : 2003년 10월 9일   | 282-1    |
| 43–1 | "나미리 선생님 데이트를 위하여"            | 1998년 12월 4일 대한민국 내 방영 : 2003년 10월 15일  | 299-2    |
| 43–2 | "액션가면, 엽서를 보내라"                  | 1998년 12월 4일 대한민국 내 방영 : 2003년 10월 15일  | 299-1    |
| 43–3 | "엄마들의 수다한판"                        | 1999년 12월 11일 대한민국 내 방영 : 2003년 10월 15일 | 300-1    |
| 44–1 | "채성아 선생님, 백만년만의 데이트"         | 1998년 12월 11일 대한민국 내 방영 : 2003년 10월 16일 | 300-3    |
| 44–2 | "징크스의 끝은 어디인가?"                  | 1999년 1월 8일 대한민국 내 방영 : 2003년 10월 16일   | 300-1    |
| 44–3 | "부서진 로봇, 범인은 누구?"                | 1999년 1월 15일 대한민국 내 방영 : 2003년 10월 16일  | 305-1    |
| 45–1 | "신짱구,신짱아 사이좋은 남매"              | 1999년 1월 29일 대한민국 내 방영 : 2003년 10월 22일  | 302-1    |
| 45–2 | "선착순 100명, 계란을 받아라"              | 1999년 2월 5일 대한민국 내 방영 : 2003년 10월 22일   | 303-3    |
| 45–3 | "문어가 철수를 떠나가던 날"                | 1999년 7월 5일 대한민국 내 방영 : 2003년 10월 22일   | 304-2    |

## 5기
| 화수 | 제목                                              | 본방송일자 (일본)                                    | 방영순서 |
| ---- | ------------------------------------------------- | ---------------------------------------------------- | -------- |
| 1–1  | "실감나는 소꿉놀이를 해요"                        | 1998년 11월 29일 대한민국 내 방영 : 2005년 10월 26일 | 210-2    |
| 1–2  | "나미리 선생님은 열심히 맞선을 봐요!"             | 1998년 11월 29일 대한민국 내 방영 : 2005년 10월 26일 | 210-3    |
| 1–3  | "회사원이 된 짱구, 접대는 즐거워요"               | 1998년 12월 6일 대한민국 내 방영 : 2005년 10월 26일  | 211-1    |
| 2–1  | "백화점에서 짱아 돌보기는 힘들어요"               | 1998년 12월 6일 대한민국 내 방영 : 2005년 10월 26일  | 211-3    |
| 2–2  | "할아버지들이 또 오셨어요"                        | 1998년 12월 13일 대한민국 내 방영 : 2005년 10월 26일 | 212-1    |
| 2–3  | "나미리 선생님이 맞선을 본대요"                   | 1998년 12월 13일 대한민국 내 방영 : 2005년 10월 26일 | 212-3    |
| 3–1  | "초등학생과 크리스마스 파티를 해요"               | 1998년 12월 20일 대한민국 내 방영 : 2005년 10월 27일 | 213-1    |
| 3–2  | "크리스마스엔 케이크가 최고예요"                  | 1998년 12월 20일 대한민국 내 방영 : 2005년 10월 27일 | 213-2    |
| 3–3  | "산타의 선물이 궁금해요"                          | 1998년 12월 20일 대한민국 내 방영 : 2005년 10월 27일 | 213-3    |
| 4–1  | "추운 날은 싫어요"                                | 1999년 1월 17일 대한민국 내 방영 : 2005년 10월 27일  | 215-2    |
| 4–2  | "유모차로 경주를 해요"                            | 1999년 1월 17일 대한민국 내 방영 : 2005년 10월 27일  | 215-3    |
| 4–3  | "짱구도 귀여움 받고 싶어요"                       | 1999년 1월 24일 대한민국 내 방영 : 2005년 10월 27일  | 216-2    |
| 5–1  | "스키장으로 출발해요"                             | 1999년 2월 7일 대한민국 내 방영 : 2005년 11월 2일    | 218-1    |
| 5–2  | "수수깨끼 미녀와 스키를 배워요"                   | 1999년 2월 7일 대한민국 내 방영 : 2005년 11월 2일    | 218-2    |
| 5–3  | "스키장의 밤은 재미있어요"                        | 1999년 2월 7일 대한민국 내 방영 : 2005년 11월 2일    | 218-3    |
| 6–1  | "나도 발렌타인 초콜릿 먹고 싶어요"                | 1999년 2월 14일 대한민국 내 방영 : 2005년 11월 2일   | 219-1    |
| 6–2  | "나미리 선생님이 발렌타인 초콜릿을 만들었어요"    | 1999년 2월 14일 대한민국 내 방영 : 2005년 11월 2일   | 219-3    |
| 6–3  | "회사원 짱구가 출장을 가요"                       | 1999년 1월 24일 대한민국 내 방영 : 2005년 11월 2일   | 216-3    |
| 7–1  | "목욕 담당은 아빠예요"                            | 1999년 1월 31일 대한민국 내 방영 : 2005년 11월 3일   | 217-1    |
| 7–2  | "공포의 외판원이 돌아왔어요"                      | 1999년 4월 25일 대한민국 내 방영 : 2005년 11월 3일   | 226-2    |
| 7–3  | "아빠가 조깅을 해요"                              | 1999년 5월 16일 대한민국 내 방영 : 2005년 11월 3일   | 229-1    |
| 8–1  | "짱아를 상대하는 건 힘들어요"                     | 1999년 5월 23일 대한민국 내 방영 : 2005년 11월 3일   | 230-2    |
| 8–2  | "아빠가 부록을 만들어요"                          | 1999년 5월 30일 대한민국 내 방영 : 2005년 11월 3일   | 231-1    |
| 8–3  | "예쁜 누나들과 야구를 해요"                       | 1999년 6월 20일 대한민국 내 방영 : 2005년 11월 3일   | 234-3    |
| 9–1  | "흰둥이도 짱아를 돌봐요"                          | 1999년 6월 27일 대한민국 내 방영 : 2005년 11월 9일   | 235-1    |
| 9–2  | "나미리 선생님이 괴짜 할아버지를 만났어요"        | 1999년 6월 27일 대한민국 내 방영 : 2005년 11월 9일   | 235-3    |
| 9–3  | "채성아 선생님이 신혼연습을 해요"                 | 1999년 7월 4일 대한민국 내 방영 : 2005년 11월 9일    | 236-2    |
| 10–1 | "할아버지들이 변했어요"                           | 1999년 7월 11일 대한민국 내 방영 : 2005년 11월 9일   | 237-1    |
| 10–2 | "원장선생님이 벌집을 치워요"                      | 1999년 7월 11일 대한민국 내 방영 : 2005년 11월 9일   | 237-2    |
| 10–3 | "짱아랑 풍선놀이를 해요"                          | 1999년 7월 11일 대한민국 내 방영 : 2005년 11월 9일   | 237-3    |
| 11–1 | "짱아가 사라졌어요"                               | 1999년 7월 18일 대한민국 내 방영 : 2005년 11월 10일  | 238-1    |
| 11–2 | "엄마가 수상해요"                                 | 1999년 7월 25일 대한민국 내 방영 : 2005년 11월 10일  | 239-1    |
| 11–3 | "붉은 장미 삼총사가 요요낚시 가게를 해요"         | 1999년 8월 1일 대한민국 내 방영 : 2005년 11월 10일   | 240-2    |
| 12–1 | "기차표 예매하는 건 어려워요"                     | 1999년 8월 15일 대한민국 내 방영 : 2005년 11월 10일  | 242-1    |
| 12–2 | "할아버지 댁에 놀러갔어요"                        | 1999년 8월 15일 대한민국 내 방영 : 2005년 11월 10일  | 242-3    |
| 12–3 | "아빠랑 잡초를 뽑아요"                            | 1999년 8월 29일 대한민국 내 방영 : 2005년 11월 10일  | 244-3    |
| 13–1 | "파스는 강력해요"                                 | 1999년 9월 12일 대한민국 내 방영 : 2005년 11월 16일  | 246-1    |
| 13–2 | "엄마는 혼자 있고 싶어요"                         | 1999년 9월 12일 대한민국 내 방영 : 2005년 11월 16일  | 246-2    |
| 13–3 | "두부 심부름은 힘들어요"                          | 1999년 9월 12일 대한민국 내 방영 : 2005년 11월 16일  | 246-3    |
| 14–1 | "유명 만화가의 원고를 주웠어요"                   | 1999년 9월 19일 대한민국 내 방영 : 2005년 11월 16일  | 247-2    |
| 14–2 | "아빠는 태풍이 불어도 출근해요"                   | 1999년 9월 26일 대한민국 내 방영 : 2005년 11월 16일  | 248-1    |
| 14–3 | "앙케이트에 참여해요"                             | 1999년 9월 26일 대한민국 내 방영 : 2005년 11월 16일  | 248-2    |
| 15–1 | "옆집에 신혼부부가 이사온대요"                    | 1999년 9월 26일 대한민국 내 방영 : 2005년 11월 17일  | 248-3    |
| 15–2 | "소풍에 가져갈 과자를 사요"                       | 1999년 10월 17일 대한민국 내 방영 : 2005년 11월 17일 | 249-1    |
| 15–3 | "옆집 신혼부부가 싸웠어요"                        | 1999년 10월 24일 대한민국 내 방영 : 2005년 11월 17일 | 250-1    |
| 16–1 | "아빠가 잠과 싸워요"                              | 1999년 10월 31일 대한민국 내 방영 : 2005년 11월 17일 | 251-3    |
| 16–2 | "땅속에 묻힌 보물을 찾아요"                       | 1999년 11월 21일 대한민국 내 방영 : 2005년 11월 17일 | 254-2    |
| 16–3 | "엄마가 쓰레기 당번이래요"                        | 1999년 11월 21일 대한민국 내 방영 : 2005년 11월 17일 | 256-1    |
| 17–1 | "보너스를 받으면 기분이 좋아요"                   | 1999년 11월 28일 대한민국 내 방영 : 2005년 11월 23일 | 255-1    |
| 17–2 | "처음으로 복요리를 먹어요"                        | 1999년 11월 28일 대한민국 내 방영 : 2005년 11월 23일 | 255-2    |
| 17–3 | "짱구는 청소기의 달인이에요"                      | 1999년 12월 19일 대한민국 내 방영 : 2005년 11월 23일 | 258-2    |
| 18–1 | "내일 이슬이 누나랑 데이트해요"                   | 1999년 12월 12일 대한민국 내 방영 : 2005년 11월 23일 | 257-1    |
| 18–2 | "이슬이 누나를 에스코트해요"                      | 1999년 12월 12일 대한민국 내 방영 : 2005년 11월 23일 | 257-2    |
| 18–3 | "나미리 선생님이 데이트를 하신대요"               | 1999년 12월 19일 대한민국 내 방영 : 2005년 11월 23일 | 258-3    |
| 19–1 | "엄마가 재봉틀을 샀어요"                          | 1999년 12월 19일 대한민국 내 방영 : 2005년 11월 24일 | 259-1    |
| 19–2 | "붉은장미 삼총사와 루즈삭스 삼총사의 대결이에요"  | 1999년 12월 26일 대한민국 내 방영 : 2005년 11월 24일 | 259-2    |
| 19–3 | "짱아는 보석 전단지를 좋아해요"                   | 1999년 12월 26일 대한민국 내 방영 : 2005년 11월 24일 | 260-1    |
| 20–1 | "소년 무사가 도전장을 냈어요"                     | 1999년 12월 26일 대한민국 내 방영 : 2005년 11월 24일 | 260-2    |
| 20–2 | "아빠는 사장이 되고 싶어요"                       | 2000년 1월 2일 대한민국 내 방영 : 2005년 11월 24일   | 260-3    |
| 20–3 | "신혼부부가 서점에 갔어요"                        | 2000년 1월 2일 대한민국 내 방영 : 2005년 11월 24일   | 261-2    |
| 21–1 | "감기에 걸려도 간식은 먹고 싶어요"                | 2000년 1월 9일 대한민국 내 방영 : 2005년 11월 30일   | 261-3    |
| 21–2 | "재활용 가게에 가요"                              | 2000년 1월 16일 대한민국 내 방영 : 2005년 11월 30일  | 262-2    |
| 21–3 | "우리집에서 파티를 해요"                          | 2000년 1월 23일 대한민국 내 방영 : 2005년 11월 30일  | 262-3    |
| 22–1 | "짱아를 따라가요"                                 | 2000년 1월 30일 대한민국 내 방영 : 2005년 11월 30일  | 263-3    |
| 22–2 | "보험모집인도 힘들어요"                           | 2000년 2월 6일 대한민국 내 방영 : 2005년 11월 30일   | 265-1    |
| 22–3 | "오늘은 유리가 주인공이에요"                      | 2000년 2월 13일 대한민국 내 방영 : 2005년 11월 30일  | 265-2    |
| 23–1 | "마당에 얼음집을 만들어요"                        | 2000년 2월 20일 대한민국 내 방영 : 2005년 12월 1일   | 265-3    |
| 23–2 | "아빠가 보물을 찾아요"                            | 2000년 3월 6일 대한민국 내 방영 : 2005년 12월 1일    | 266-3    |
| 23–3 | "나미리 선생님은 돈이 없어요"                     | 2000년 3월 13일 대한민국 내 방영 : 2005년 12월 1일   | 267-3    |
| 24–1 | "훈이가 장을 봐요"                                | 2000년 3월 20일 대한민국 내 방영 : 2005년 12월 1일   | 268-3    |
| 24–2 | "할아버지들이 아부를 해요"                        | 2000년 4월 24일 대한민국 내 방영 : 2005년 12월 1일   | 270-1    |
| 24–3 | "엄마가 겨울옷을 정리해요"                        | 2000년 4월 24일 대한민국 내 방영 : 2005년 12월 1일   | 270-3    |
| 25–1 | "엄마는 꽃가루 알레르기예요"                      | 2000년 5월 1일 대한민국 내 방영 : 2005년 12월 7일    | 271-3    |
| 25–2 | "비상금을 숨긴 장소를 모르겠어요"                 | 2000년 5월 8일 대한민국 내 방영 : 2005년 12월 7일    | 272-3    |
| 25–3 | "절약하면 지구 온난화를 방지할 수 있어요"         | 2000년 5월 15일 대한민국 내 방영 : 2005년 12월 7일   | 273-1    |
| 26–1 | "이슬이 누나를 간호해요"                          | 2000년 5월 15일 대한민국 내 방영 : 2005년 12월 7일   | 273-3    |
| 26–2 | "아빠의 성인병을 예방해요"                        | 2000년 5월 22일 대한민국 내 방영 : 2005년 12월 7일   | 276-3    |
| 26–3 | "벚꽃놀이를 갔어요"                               | 2000년 5월 22일 대한민국 내 방영 : 2005년 12월 7일   | 269-2    |
| 27–1 | "엄마가 아르바이트를 나가요"                      | 2000년 5월 29일 대한민국 내 방영 : 2005년 12월 8일   | 275-2    |
| 27–2 | "엄마의 아르바이트는 힘들어요"                    | 2000년 5월 29일 대한민국 내 방영 : 2005년 12월 8일   | 275-3    |
| 27–3 | "유리네 엄마가 임신을 했어요"                     | 2000년 6월 5일 대한민국 내 방영 : 2005년 12월 8일    | 277-1    |
| 28–1 | "나미리 선생님에게도 봄이 오려나 봐요"            | 2000년 6월 12일 대한민국 내 방영 : 2005년 12월 8일   | 277-2    |
| 28–2 | "나미리 선생님이 사랑에 빠졌어요"                 | 2000년 6월 12일 대한민국 내 방영 : 2005년 12월 8일   | 277-3    |
| 28–3 | "짱아를 구출해요"                                 | 2000년 6월 19일 대한민국 내 방영 : 2005년 12월 8일   | 278-2    |
| 29–1 | "병원에서 낮잠을 자요"                            | 2000년 6월 26일 대한민국 내 방영 : 2005년 12월 14일  | 279-3    |
| 29–2 | "오랜만에 유치원에 갔어요"                        | 2000년 7월 10일 대한민국 내 방영 : 2005년 12월 14일  | 281-1    |
| 29–3 | "비어가든에서 기분을 내요"                        | 2000년 7월 17일 대한민국 내 방영 : 2005년 12월 14일  | 282-3    |
| 30–1 | "파도 풀에 갔어요"                                | 2000년 7월 31일 대한민국 내 방영 : 2005년 12월 14일  | 284-1    |
| 30–2 | "여름엔 빙수가 최고예요"                          | 2000년 7월 31일 대한민국 내 방영 : 2005년 12월 14일  | 284-2    |
| 30–3 | "에어컨이 고장났어요"                             | 2000년 7월 31일 대한민국 내 방영 : 2005년 12월 14일  | 284-3    |
| 31–1 | "유리의 소꿉놀이는 진짜 같아요"                   | 2000년 8월 7일 대한민국 내 방영 : 2005년 12월 15일   | 285-1    |
| 31–2 | "차례차례 잊어버려요"                             | 2000년 8월 7일 대한민국 내 방영 : 2005년 12월 15일   | 285-2    |
| 31–3 | "장난감을 고르는 건 어려워요"                     | 2000년 8월 14일 대한민국 내 방영 : 2005년 12월 15일  | 286-1    |
| 32–1 | "엄마가 베란다에 갇혔어요"                        | 2000년 8월 14일 대한민국 내 방영 : 2005년 12월 15일  | 286-3    |
| 32–2 | "아빠의 비밀 테이프를 봐요"                       | 2000년 9월 11일 대한민국 내 방영 : 2005년 12월 15일  | 289-3    |
| 32–3 | "지하식량창고를 만들어요"                         | 2000년 9월 25일 대한민국 내 방영 : 2005년 12월 15일  | 291-2    |
| 33–1 | "짱아한테도 독서의 계절이 왔어요"                 | 2000년 10월 16일 대한민국 내 방영 : 2005년 12월 21일 | 292-2    |
| 33–2 | "가까운 공원에 놀러가요"                          | 2000년 10월 16일 대한민국 내 방영 : 2005년 12월 21일 | 292-3    |
| 33–3 | "오늘은 왠지 잠이 안와요"                         | 2000년 10월 30일 대한민국 내 방영 : 2005년 12월 21일 | 294-3    |
| 34–1 | "아침 운동을 하는 아빠가 수상해요"                | 2000년 11월 6일 대한민국 내 방영 : 2005년 12월 21일  | 295-2    |
| 34–2 | "아침 산책하는 아빠를 미행해요"                   | 2000년 11월 6일 대한민국 내 방영 : 2005년 12월 21일  | 295-3    |
| 34–3 | "셀프세차장에 갔어요"                             | 2000년 11월 13일 대한민국 내 방영 : 2005년 12월 21일 | 299-3    |
| 35–1 | "새신랑이 가출했어요"                             | 2000년 11월 20일 대한민국 내 방영 : 2005년 12월 22일 | 297-2    |
| 35–2 | "부부싸움에 휘말렸어요"                           | 2000년 12월 13일 대한민국 내 방영 : 2005년 12월 22일 | 297-3    |
| 35–3 | "연날리기는 힘들어요"                             | 2001년 1월 8일 대한민국 내 방영 : 2005년 12월 22일   | 301-1    |
| 36–1 | "아빠가 문 밖에서 밤을 새요"                      | 2001년 1월 8일 대한민국 내 방영 : 2005년 12월 22일   | 301-3    |
| 36–2 | "여러 가지 모양의 돌을 찾아요"                    | 2001년 1월 15일 대한민국 내 방영 : 2005년 12월 22일  | 302-2    |
| 36–3 | "이슬이 누나의 아빠와 다시 만났어요"              | 2001년 1월 15일 대한민국 내 방영 : 2005년 12월 22일  | 302-3    |
| 37–1 | "나미리 선생님은 데이트 하느라 바빠요"            | 2001년 1월 22일 대한민국 내 방영 : 2005년 12월 28일  | 303-1    |
| 37–2 | "붉은장미 삼총사가 여자 프로레슬링을 보러 갔어요" | 2001년 1월 22일 대한민국 내 방영 : 2005년 12월 28일  | 303-2    |
| 37–3 | "건전지가 없으면 너무 불편해요"                   | 2001년 1월 29일 대한민국 내 방영 : 2005년 12월 28일  | 304-3    |
| 38–1 | "추운 날엔 얼음을 깨며 놀아요"                    | 2001년 2월 5일 대한민국 내 방영 : 2005년 12월 28일   | 305-2    |
| 38–2 | "겨울엔 온천이 최고예요"                          | 2001년 2월 5일 대한민국 내 방영 : 2005년 12월 28일   | 305-3    |
| 38–3 | "아빠와 마을을 순찰해요"                          | 2001년 2월 12일 대한민국 내 방영 : 2005년 12월 28일  | 306-3    |
| 39–1 | "엄마는 해결사예요"                               | 2001년 2월 19일 대한민국 내 방영 : 2005년 12월 29일  | 307-1    |
| 39–2 | "절약하는 건 어려워요"                            | 2001년 2월 26일 대한민국 내 방영 : 2005년 12월 29일  | 308-1    |
| 39–3 | "점심 외식은 즐거워요"                            | 2001년 3월 5일 대한민국 내 방영 : 2005년 12월 29일   | 311-1    |
| 40–1 | "훈이는 장래가 걱정되요"                          | 2001년 3월 12일 대한민국 내 방영 : 2005년 12월 29일  | 311-2    |
| 40–2 | "아빠가 가출했어요"                               | 2001년 3월 19일 대한민국 내 방영 : 2005년 12월 29일  | 311-3    |
| 40–3 | "난 행운을 부르는 유치원생이에요"                 | 2001년 3월 26일 대한민국 내 방영 : 2005년 12월 29일  | 314-2    |
| 41–1 | "엄마는 짱아에게 모범을 보여야 되요"              | 2001년 4월 2일 대한민국 내 방영 : 2006년 1월 4일     | 315-1    |
| 41–2 | "집을 구하는 건 어려워요"                         | 2001년 4월 9일 대한민국 내 방영 : 2006년 1월 4일     | 316-3    |
| 41–3 | "엄마는 사은품을 너무 좋아해요"                   | 2001년 4월 16일 대한민국 내 방영 : 2006년 1월 4일    | 317-1    |

## 6기(구판, 더 비기닝(재녹음))
| 화수 | 제목                                   | 본방송일자 (일본)                                   | 방영순서 |
| ---- | -------------------------------------- | --------------------------------------------------- | -------- |
| 1–1  | "필승! 짱아 공룡을 막아라"             | 2000년 7월 17일 대한민국 내 방영 : 2005년 2월 23일  | 282-2    |
| 1–2  | "아기 돌보기는 어려워!"                | 2000년 7월 24일 대한민국 내 방영 : 2005년 2월 23일  | 283-3    |
| 1–3  | "딸국질! 한번하면 멈출 수 없어"        | 2000년 8월 7일 대한민국 내 방영 : 2005년 2월 23일   | 285-3    |
| 2–1  | "딸기 케익의 복수"                     | 2000년 8월 14일 대한민국 내 방영 : 2005년 2월 24일  | 286-2    |
| 2–2  | "붉은 전갈단, 눈물의 아르바이트"       | 2001년 2월 12일 대한민국 내 방영 : 2005년 2월 24일  | 306-2    |
| 2–3  | "원장선생님, 눈물은 그만"              | 2001년 2월 12일 대한민국 내 방영 : 2005년 2월 24일  | 306-1    |
| 3–1  | "유리!! 신데렐라가 되다!!"             | 2001년 2월 19일 대한민국 내 방영 : 2005년 3월 2일   | 307-3    |
| 3–2  | "나홀로 유치원에!!"                    | 2001년 2월 26일 대한민국 내 방영 : 2005년 3월 2일   | 307-2    |
| 3–3  | "유리, 족집게 도사가 되다"             | 2001년 3월 5일 대한민국 내 방영 : 2005년 3월 2일    | 308-2    |
| 4–1  | "맹구의 신기한 콧물 쇼!쇼!쇼!"         | 2001년 3월 12일 대한민국 내 방영 : 2005년 3월 3일   | 309-2    |
| 4–2  | "장난감 집에 초대합니다"               | 2001년 3월 12일 대한민국 내 방영 : 2005년 3월 3일   | 309-3    |
| 4–3  | "찾아라! 짱구의 보물 제1호"            | 2001년 3월 19일 대한민국 내 방영 : 2005년 3월 3일   | 310-1    |
| 5–1  | "깜빡깜빡! 우리는 깜빡이 가족"         | 2001년 3월 19일 대한민국 내 방영 : 2005년 3월 9일   | 310-3    |
| 5–2  | "시끄러워서 잠못드는 밤"               | 2001년 4월 30일 대한민국 내 방영 : 2005년 3월 9일   | 313-3    |
| 5–3  | "원장 선생님의 딸기 케이크"            | 2001년 4월 30일 대한민국 내 방영 : 2005년 3월 9일   | 313-2    |
| 6–1  | "짱구랑 아빠는 붕어빵"                 | 2001년 5월 7일 대한민국 내 방영 : 2005년 3월 10일   | 315-3    |
| 6–2  | "짱구, 드디어 철들다"                  | 2001년 5월 7일 대한민국 내 방영 : 2005년 3월 10일   | 314-3    |
| 6–3  | "원장선생님의 첫사랑"                  | 2001년 5월 14일 대한민국 내 방영 : 2005년 3월 10일  | 315-2    |
| 7–1  | "1998년, 어떤 일이 있었나?"            | 2001년 5월 21일 대한민국 내 방영 : 2005년 3월 16일  | 316-1    |
| 7–2  | "나미리 선생님, 운명의 보트를 타다"    | 2001년 5월 28일 대한민국 내 방영 : 2005년 3월 16일  | 317-2    |
| 7–3  | "짱구는 철수, 철수는 짱구"             | 2001년 6월 4일 대한민국 내 방영 : 2005년 3월 16일   | 316-2    |
| 8–1  | "엄마, 잠이 아니면 죽음을 달라"        | 2001년 6월 11일 대한민국 내 방영 : 2005년 3월 17일  | 319-1    |
| 8–2  | "철수, 내 머리칼 돌려줘"               | 2001년 6월 11일 대한민국 내 방영 : 2005년 3월 17일  | 319-2    |
| 8–3  | "신나는 우주여행"                      | 2001년 6월 11일 대한민국 내 방영 : 2005년 3월 17일  | 319-3    |
| 9–1  | "빨래 말리기 대작전"                   | 2001년 6월 18일 대한민국 내 방영 : 2005년 3월 23일  | 320-1    |
| 9–2  | "흰둥이, 짱아를 물다! 설마?"           | 2001년 6월 18일 대한민국 내 방영 : 2005년 3월 23일  | 320-3    |
| 9–3  | "문제는 모두 립스틱에 있었다니"        | 2001년 6월 25일 대한민국 내 방영 : 2005년 3월 23일  | 320-2    |
| 10–1 | "파스타를 직접 만들자"                 | 2001년 7월 2일 대한민국 내 방영 : 2005년 3월 24일   | 322-3    |
| 10–2 | "세기의 대결투 짱아 대 선풍기"         | 2001년 7월 9일 대한민국 내 방영 : 2005년 3월 24일   | 323-1    |
| 10–3 | "꼭꼭 숨겨라 엄마한테 들키지 않게"     | 2001년 7월 9일 대한민국 내 방영 : 2005년 3월 24일   | 323-3    |
| 11–1 | "떡잎 방범대 5개로 나누어지다"         | 2001년 7월 16일 대한민국 내 방영 : 2005년 3월 30일  | 324-1    |
| 11–2 | "아빠, 축사는 괴로워!"                 | 2001년 7월 16일 대한민국 내 방영 : 2005년 3월 30일  | 324-3    |
| 11–3 | "엄마가 머리모양을 바꿨어요"           | 2001년 7월 23일 대한민국 내 방영 : 2005년 3월 30일  | 325-1    |
| 12–1 | "점점 이상해지는 엄마의 머리모양"      | 2001년 7월 23일 대한민국 내 방영 : 2005년 3월 31일  | 325-2    |
| 12–2 | "성대모사의 달인 훈이"                 | 2001년 7월 23일 대한민국 내 방영 : 2005년 3월 31일  | 325-3    |
| 12–3 | "여유를 가지고 생활하라"               | 2001년 7월 30일 대한민국 내 방영 : 2005년 3월 31일  | 326-3    |
| 13–1 | "공포의 저주 인형"                     | 2001년 8월 13일 대한민국 내 방영 : 2005년 4월 6일   | 328-2    |
| 13–2 | "심부름은 피곤해요"                    | 2001년 8월 20일 대한민국 내 방영 : 2005년 4월 6일   | 329-1    |
| 13–3 | "사진을 찍고 상금을 타자!"             | 2001년 8월 20일 대한민국 내 방영 : 2005년 4월 6일   | 329-2    |
| 14–1 | "프러포즈를 기다리는 나미리 선생님"    | 2001년 8월 20일 대한민국 내 방영 : 2005년 4월 7일   | 329-3    |
| 14–2 | "사랑의 길은 멀고 험하도다!"           | 2001년 8월 27일 대한민국 내 방영 : 2005년 4월 7일   | 330-3    |
| 14–3 | "오늘까지 상품권을 사용하라"           | 2001년 8월 27일 대한민국 내 방영 : 2005년 4월 7일   | 330-1    |
| 15–1 | "나미리 선생님, 사랑의 결말 (1)"       | 2001년 9월 3일 대한민국 내 방영 : 2005년 4월 13일   | 331-1    |
| 15–2 | "나미리 선생님, 사랑의 결말 (2)"       | 2001년 9월 3일 대한민국 내 방영 : 2005년 4월 13일   | 331-2    |
| 15–3 | "나미리 선생님, 사랑의 결말 (3)"       | 2001년 9월 3일 대한민국 내 방영 : 2005년 4월 13일   | 331-3    |
| 16–1 | "엄마와 아빠의 과거 (1)"               | 2001년 9월 10일 대한민국 내 방영 : 2005년 4월 14일  | 332-1    |
| 16–2 | "엄마와 아빠의 과거 (2)"               | 2001년 9월 10일 대한민국 내 방영 : 2005년 4월 14일  | 332-2    |
| 16–3 | "엄마와 아빠의 과거 (3)"               | 2001년 9월 10일 대한민국 내 방영 : 2005년 4월 14일  | 332-3    |
| 17–1 | "유명 만화가가 테러리스트라고?"        | 2001년 8월 27일 대한민국 내 방영 : 2005년 4월 20일  | 330-2    |
| 17–2 | "짱아, 유치원 최고 문제아로 찍히다"    | 2001년 9월 10일 대한민국 내 방영 : 2005년 4월 20일  | 334-2    |
| 17–3 | "흰둥이, 떡잎 방범대에 넣어줄까 말까!" | 2001년 9월 17일 대한민국 내 방영 : 2005년 4월 20일  | 333-2    |
| 18–1 | "아빠의 유급 휴가는 괴로워!"           | 2001년 9월 17일 대한민국 내 방영 : 2005년 4월 21일  | 334-1    |
| 18–2 | "엄마, 태풍처럼 휘몰아치다!"           | 2001년 9월 17일 대한민국 내 방영 : 2005년 4월 21일  | 333-3    |
| 18–3 | "짱아에게 절교를 선언하다"             | 2001년 9월 17일 대한민국 내 방영 : 2005년 4월 21일  | 333-1    |
| 19–1 | "귀뚜라미 소리로 풍류를 느끼다"        | 2001년 9월 24일 대한민국 내 방영 : 2005년 4월 27일  | 334-3    |
| 19–2 | "마리의 펜던트를 차지하라!"            | 2001년 10월 1일 대한민국 내 방영 : 2005년 4월 27일  | 335-2    |
| 19–3 | "짱아, 낮잠보다 더 좋은 것"            | 2001년 10월 1일 대한민국 내 방영 : 2005년 4월 27일  | 335-3    |
| 20–1 | "장난감 자동차를 타고 신나게 달려라"   | 2001년 10월 22일 대한민국 내 방영 : 2005년 4월 28일 | 336-1    |
| 20–2 | "아빠 충치는 괴로워"                   | 2001년 10월 22일 대한민국 내 방영 : 2005년 4월 28일 | 336-2    |
| 20–3 | "로벨트와 전골냄비"                    | 2001년 10월 22일 대한민국 내 방영 : 2005년 4월 28일 | 336-3    |
| 21–1 | "선풍기야 내년에 또 만나"              | 2001년 10월 29일 대한민국 내 방영 : 2005년 5월 4일  | 337-1    |
| 21–2 | "나도 바륨을 먹고 싶어"                | 2001년 11월 5일 대한민국 내 방영 : 2005년 5월 4일   | 338-1    |
| 21–3 | "촬영장에서 생긴 일"                   | 2001년 11월 5일 대한민국 내 방영 : 2005년 5월 4일   | 338-2    |
| 22–1 | "만두 속이 터지나 엄마 속이 터지나"    | 2001년 11월 5일 대한민국 내 방영 : 2005년 5월 11일  | 338-3    |
| 22–2 | "수지, 큐피드의 화살을 날리다"         | 2001년 11월 12일 대한민국 내 방영 : 2005년 5월 11일 | 339-1    |
| 22–3 | "누가누가 수지에게 잘 보이나"          | 2001년 11월 12일 대한민국 내 방영 : 2005년 5월 11일 | 339-2    |
| 23–1 | "맹구, 콧물의 매력을 보여주마"         | 2001년 11월 19일 대한민국 내 방영 : 2005년 5월 12일 | 340-2    |
| 23–2 | "짱아, 엄마에게 결투를 신청하다"       | 2001년 11월 19일 대한민국 내 방영 : 2005년 5월 12일 | 340-3    |
| 23–3 | "유리, 여자의 한은 무서워"             | 2001년 11월 26일 대한민국 내 방영 : 2005년 5월 12일 | 341-1    |
| 24–1 | "유리와 수지의 피구대결!"              | 2001년 11월 26일 대한민국 내 방영 : 2005년 5월 18일 | 341-2    |
| 24–2 | "짱아는 우리집 말썽쟁이"               | 2001년 11월 26일 대한민국 내 방영 : 2005년 5월 18일 | 341-3    |
| 24–3 | "수지, 짱구에게 완전 빠지다!"          | 2001년 12월 3일 대한민국 내 방영 : 2005년 5월 18일  | 342-1    |
| 25–1 | "짱아의 예언에 빈털터리 된 엄마"       | 2001년 12월 3일 대한민국 내 방영 : 2005년 5월 19일  | 342-3    |
| 25–2 | "짱구, 잔머리의 끝을 보여주마!"        | 2001년 12월 10일 대한민국 내 방영 : 2005년 5월 19일 | 343-1    |
| 25–3 | "남자의 부드러움을 배워라"             | 2001년 12월 10일 대한민국 내 방영 : 2005년 5월 19일 | 343-2    |
| 26–1 | "군고구마를 먹으면 방귀가 나와요"      | 2002년 1월 14일 대한민국 내 방영 : 2005년 5월 25일  | 344-1    |
| 26–2 | "철수, 마리누나는 내 이상형"           | 2002년 1월 14일 대한민국 내 방영 : 2005년 5월 25일  | 344-2    |
| 26–3 | "엄마가 냉장고를 바꾼 이유"            | 2002년 1월 14일 대한민국 내 방영 : 2005년 5월 25일  | 344-3    |
| 27–1 | "나는야 천재 발레리나!"                | 2002년 1월 21일 대한민국 내 방영 : 2005년 5월 26일  | 345-1    |
| 27–2 | "내 홈페이지를 보러 와다오"            | 2002년 1월 21일 대한민국 내 방영 : 2005년 5월 26일  | 345-2    |
| 27–3 | "우리 아빠 좀 말려주세요!"             | 2002년 1월 21일 대한민국 내 방영 : 2005년 5월 26일  | 345-3    |
| 28–1 | "철수, 내 심정 누가 알리"              | 2002년 1월 28일 대한민국 내 방영 : 2005년 6월 1일   | 346-2    |
| 28–2 | "세상에서 가장 소중한 건 가족"         | 2002년 1월 28일 대한민국 내 방영 : 2005년 6월 1일   | 346-3    |
| 28–3 | "나, 슈퍼마켓 가기 전으로 돌아갈래"    | 2002년 2월 4일 대한민국 내 방영 : 2005년 6월 1일    | 347-2    |
| 29–1 | "밥이냐 의리냐 그것이 문제로다"        | 2002년 2월 4일 대한민국 내 방영 : 2005년 6월 2일    | 347-3    |
| 29–2 | "짱구네 가족 군고구마 쟁탈전!"         | 2002년 2월 11일 대한민국 내 방영 : 2005년 6월 2일   | 348-2    |
| 29–3 | "철수와 장미화, 연상연하 커플!"        | 2002년 2월 11일 대한민국 내 방영 : 2005년 6월 2일   | 348-3    |
| 30–1 | "미움이 관심으로 변하는 순간"          | 2002년 2월 18일 대한민국 내 방영 : 2005년 6월 8일   | 349-1    |
| 30–2 | "풍선껌이여! 나에게 오라"              | 2002년 2월 18일 대한민국 내 방영 : 2005년 6월 8일   | 349-2    |
| 30–3 | "나도 여자가 되고 싶어라"              | 2002년 2월 18일 대한민국 내 방영 : 2005년 6월 8일   | 349-3    |
| 31–1 | "나도 미용실에 가고 싶다"              | 2002년 3월 3일 대한민국 내 방영 : 2005년 6월 9일    | 350-1    |
| 31–2 | "춥고, 배고프고, 허무하고"             | 2002년 3월 3일 대한민국 내 방영 : 2005년 6월 9일    | 350-3    |
| 31–3 | "기쁨은 짧고 슬픔은 길다"              | 2002년 3월 10일 대한민국 내 방영 : 2005년 6월 9일   | 351-3    |
| 32–1 | "내일은 유치원 참관일"                 | 2002년 3월 17일 대한민국 내 방영 : 2005년 6월 15일  | 352-2    |
| 32–2 | "오늘은 유치원 참관일"                 | 2002년 3월 17일 대한민국 내 방영 : 2005년 6월 15일  | 352-3    |
| 32–3 | "역시 장사는 힘들어"                   | 2002년 3월 24일 대한민국 내 방영 : 2005년 6월 15일  | 353-1    |
| 33–1 | "혼자 먹으면 벌을 받느니라"            | 2002년 3월 31일 대한민국 내 방영 : 2005년 6월 16일  | 355-1    |
| 33–2 | "여자 마음을 아프게 하지 말라"         | 2002년 3월 31일 대한민국 내 방영 : 2005년 6월 16일  | 355-3    |
| 33–3 | "수지, 짱구네 집에 오다"               | 2002년 4월 7일 대한민국 내 방영 : 2005년 6월 16일   | 356-1    |

## 7기
| 화수 | 제목                               | 본방송일자 (일본)                                    | 방영순서 |
| ---- | ---------------------------------- | ---------------------------------------------------- | -------- |
| 1–1  | "떡잎유치원 미녀 삼총사"           | 2001년 10월 20일 대한민국 내 방영 : 2006년 10월 2일  | 374-1    |
| 1–2  | "용돈을 받고 싶어요"               | 2001년 10월 20일 대한민국 내 방영 : 2006년 10월 2일  | 374-2    |
| 1–3  | "아빠도 용돈을 올려주세요!"        | 2001년 10월 20일 대한민국 내 방영 : 2006년 10월 2일  | 374-3    |
| 1–4  | "출동! 정의의 원장맨"              | 2001년 10월 27일 대한민국 내 방영 : 2006년 10월 2일  | 377-1    |
| 2–1  | "피크닉 가는 날"                   | 2001년 10월 27일 대한민국 내 방영 : 2006년 10월 9일  | 375-1    |
| 2–2  | "천재소녀 짱아의 척척척 쌓기 놀이" | 2001년 11월 3일 대한민국 내 방영 : 2006년 10월 9일   | 382-1    |
| 2–3  | "훈이! 결혼신청을 하다"            | 2001년 11월 10일 대한민국 내 방영 : 2006년 10월 9일  | 379-2    |
| 2–4  | "출동! 정의의 원장맨"              | 2001년 11월 17일 대한민국 내 방영 : 2006년 10월 9일  | 378-1    |
| 3–1  | "자나깨나 도둑 조심"               | 2001년 11월 24일 대한민국 내 방영 : 2006년 10월 10일 | 376-3    |
| 3–2  | "오늘 저녁은 샤브샤브"             | 2001년 12월 1일 대한민국 내 방영 : 2006년 10월 10일  | 385-1    |
| 3–3  | "짱아 VS 엄마 잡지 쟁탈전"         | 2001년 12월 15일 대한민국 내 방영 : 2006년 10월 10일 | 379-1    |
| 3–4  | "연애박사 나미리, 내 눈은 못 속여" | 2002년 1월 12일 대한민국 내 방영 : 2006년 10월 10일  | 382-2    |
| 4–1  | "행복한 토끼 이야기"               | 2002년 1월 26일 대한민국 내 방영 : 2006년 10월 16일  | 390-1    |
| 4–2  | "유리네 토끼는 불쌍해"             | 2002년 2월 9일 대한민국 내 방영 : 2006년 10월 16일   | 390-2    |
| 4–3  | "꽃피는 춘삼월의 검은 목도리"      | 2002년 2월 9일 대한민국 내 방영 : 2006년 10월 16일   | 390-3    |
| 4–4  | "원숭이 팔자가 상팔자"             | 2002년 2월 16일 대한민국 내 방영 : 2006년 10월 16일  | 383-1    |
| 5–1  | "할아버지가 오셨어요!"             | 2002년 2월 23일 대한민국 내 방영 : 2006년 10월 17일  | 388-1    |
| 5–2  | "아빠가 감기에 걸렸어요!"          | 2002년 2월 23일 대한민국 내 방영 : 2006년 10월 17일  | 388-3    |
| 5–3  | "할아버지가 떠나신대요!"           | 2002년 3월 2일 대한민국 내 방영 : 2006년 10월 17일   | 389-3    |
| 5–4  | "요구르트가 좋아요!"               | 2002년 3월 9일 대한민국 내 방영 : 2006년 10월 17일   | 384-1    |
| 6–1  | "엄마의 지갑을 찾아라"             | 2002년 3월 9일 대한민국 내 방영 : 2006년 10월 23일   | 384-3    |
| 6–2  | "나는야 지각대장"                  | 2002년 3월 9일 대한민국 내 방영 : 2006년 10월 23일   | 385-3    |
| 6–3  | "머리를 쓰자! 적당히!"             | 2002년 3월 16일 대한민국 내 방영 : 2006년 10월 23일  | 391-3    |
| 7–1  | "마지막 잎새와 땡감"               | 2002년 3월 16일 대한민국 내 방영 : 2006년 10월 24일  | 415-1    |
| 7–2  | "액션가면! 새로운 공격기술 탄생"   | 2002년 3월 23일 대한민국 내 방영 : 2006년 10월 24일  | 425-1    |
| 7–3  | "떡잎유치원의 돌아온 마술사"       | 2002년 3월 30일 대한민국 내 방영 : 2006년 10월 24일  | 435-2    |
| 8–1  | "내 친구 철수는 어른이다"          | 2002년 4월 6일 대한민국 내 방영 : 2006년 10월 30일   | 422-1    |
| 8–2  | "큰 고구마가 좋아요!"              | 2002년 4월 6일 대한민국 내 방영 : 2006년 10월 30일   | 426-2    |
| 8–3  | "떡잎마을 형무소 탈옥 대작전"      | 2002년 4월 6일 대한민국 내 방영 : 2006년 10월 30일   | 371-1    |
| 9–1  | "훈이! 지옥훈련을 받다"            | 2002년 4월 13일 대한민국 내 방영 : 2006년 10월 31일  | 424-1    |
| 9–2  | "작은 친절을 베풀자"               | 2002년 4월 20일 대한민국 내 방영 : 2006년 10월 31일  | 417-1    |
| 9–3  | "흰둥이가 나라면?"                 | 2002년 4월 27일 대한민국 내 방영 : 2006년 10월 31일  | 370-1    |
| 10–1 | "선인장 꽃을 보고 싶어요"          | 2002년 5월 4일 대한민국 내 방영 : 2006년 11월 6일    | 427-1    |
| 10–2 | "결혼식 준비를 하자"               | 2002년 5월 4일 대한민국 내 방영 : 2006년 11월 6일    | 363-2    |
| 10–3 | "채성아 선생님! 시집 가는 날"      | 2002년 5월 11일 대한민국 내 방영 : 2006년 11월 6일   | 364-2    |
| 11–1 | "요절복통 비디오를 찍자"           | 2002년 5월 18일 대한민국 내 방영 : 2006년 11월 7일   | 365-1    |
| 11–2 | "거울 속에 내가 또 있다"           | 2002년 6월 1일 대한민국 내 방영 : 2006년 11월 7일    | 367-2    |
| 11–3 | "누군가 보고 있다"                 | 2002년 6월 1일 대한민국 내 방영 : 2006년 11월 7일    | 367-3    |
| 12–1 | "바다! 신나는 파도타기"            | 2002년 6월 15일 대한민국 내 방영 : 2006년 11월 13일  | 366-1    |
| 12–2 | "바다! 전설의 괴물 파도"           | 2002년 6월 15일 대한민국 내 방영 : 2006년 11월 13일  | 366-2    |
| 12–3 | "바다! 다시 만난 두 사람"          | 2002년 6월 15일 대한민국 내 방영 : 2006년 11월 13일  | 366-3    |
| 13–1 | "주사위 놀이를 하자"               | 2002년 6월 15일 대한민국 내 방영 : 2006년 11월 14일  | 368-1    |
| 13–2 | "엄마 VS 아빠! 더위를 이기자"      | 2002년 6월 22일 대한민국 내 방영 : 2006년 11월 14일  | 369-2    |
| 13–3 | "아빠의 휴가를 돌려주세요!"        | 2002년 6월 29일 대한민국 내 방영 : 2006년 11월 14일  | 369-3    |
| 14–1 | "유리! 사랑에 빠지다"              | 2002년 6월 29일 대한민국 내 방영 : 2006년 11월 20일  | 370-3    |
| 14–2 | "내가 만든 주먹밥이 최고!"         | 2002년 7월 6일 대한민국 내 방영 : 2006년 11월 20일   | 371-2    |
| 14–3 | "줄을 서면 좋은 일이 생겨요!"      | 2002년 7월 6일 대한민국 내 방영 : 2006년 11월 20일   | 371-3    |
| 15–1 | "비행기 안에서 생긴 일"            | 2002년 7월 6일 대한민국 내 방영 : 2006년 11월 21일   | 372-1    |
| 15–2 | "신혼부부랑 만났어요"              | 2002년 7월 6일 대한민국 내 방영 : 2006년 11월 21일   | 372-3    |
| 15–3 | "다이빙 강습을 받아요!"            | 2002년 7월 13일 대한민국 내 방영 : 2006년 11월 21일  | 373-1    |
| 15–4 | "바닷속 여행을 떠나자!"            | 2002년 7월 13일 대한민국 내 방영 : 2006년 11월 21일  | 373-2    |
| 16–1 | "오늘의 운세를 믿으시나요?"        | 2002년 7월 27일 대한민국 내 방영 : 2006년 11월 27일  | 379-3    |
| 16–2 | "도둑잡기를 하자!"                 | 2002년 7월 27일 대한민국 내 방영 : 2006년 11월 27일  | 381-2    |
| 16–3 | "꼭꼭 숨어라! 신혼집에..."         | 2002년 8월 3일 대한민국 내 방영 : 2006년 11월 27일   | 383-2    |
| 17–1 | "우유를 마시자! 많이..."           | 2002년 8월 3일 대한민국 내 방영 : 2006년 11월 28일   | 381-3    |
| 17–2 | "출동! 정의의 원장맨"              | 2002년 8월 3일 대한민국 내 방영 : 2006년 11월 28일   | 380-1    |
| 17–3 | "골프채를 사러 가자!"              | 2002년 8월 17일 대한민국 내 방영 : 2006년 11월 28일  | 384-2    |
| 17–4 | "짱아는 철수를 좋아해!"            | 2002년 8월 24일 대한민국 내 방영 : 2006년 11월 28일  | 391-2    |
| 18–1 | "시아버지 점수 따기 대작전!"       | 2002년 8월 31일 대한민국 내 방영 : 2006년 12월 4일   | 392-1    |
| 18–2 | "특명! 짱구 뒤를 조사하라"         | 2002년 9월 7일 대한민국 내 방영 : 2006년 12월 4일    | 395-1    |
| 18–3 | "펑! 가스가 폭발했어요"            | 2002년 9월 14일 대한민국 내 방영 : 2006년 12월 4일   | 395-2    |
| 19–1 | "우리 집이 없어졌어요!"            | 2002년 9월 24일 대한민국 내 방영 : 2006년 12월 5일   | 396-1    |
| 19–2 | "이사를 가자!"                     | 2002년 9월 24일 대한민국 내 방영 : 2006년 12월 5일   | 397-1    |
| 19–3 | "출동! 정의의 원장맨"              | 2002년 10월 8일 대한민국 내 방영 : 2006년 12월 5일   | 381-1    |
| 20–1 | "잠이 오지 않아요!"                | 2002년 10월 15일 대한민국 내 방영 : 2006년 12월 11일 | 397-2    |
| 20–2 | "이웃집에 수건을 돌리자"           | 2002년 10월 22일 대한민국 내 방영 : 2006년 12월 11일 | 398-2    |
| 20–3 | "203호에는 누가 사나?"             | 2002년 10월 29일 대한민국 내 방영 : 2006년 12월 11일 | 399-2    |
| 21–1 | "철수는 굽신굽신 빌기 대장"        | 2002년 11월 5일 대한민국 내 방영 : 2006년 12월 12일  | 399-1    |
| 21–2 | "꿈의 저택!"                       | 2002년 11월 12일 대한민국 내 방영 : 2006년 12월 12일 | 401-1    |
| 21–3 | "과매기 가족 이야기"               | 2002년 11월 12일 대한민국 내 방영 : 2006년 12월 12일 | 365-2    |
| 22–1 | "라면에 밥을 말아 먹어요"          | 2002년 11월 19일 대한민국 내 방영 : 2006년 12월 18일 | 434-2    |
| 22–2 | "신세대 엄마가 나타났다"           | 2002년 11월 26일 대한민국 내 방영 : 2006년 12월 18일 | 400-2    |
| 22–3 | "벽에 구멍이 났어요"               | 2002년 11월 26일 대한민국 내 방영 : 2006년 12월 18일 | 402-1    |
| 23–1 | "아빠는 운이 없어"                 | 2002년 11월 26일 대한민국 내 방영 : 2006년 12월 19일 | 417-2    |
| 23–2 | "수지의 피아노 연주회"             | 2002년 11월 26일 대한민국 내 방영 : 2006년 12월 19일 | 371-1    |
| 23–3 | "떡잎마을 형무소 탈옥 대작전"      | 2002년 12월 3일 대한민국 내 방영 : 2006년 12월 19일  | 418-2    |
| 24–1 | "화장실이 급해요!"                 | 2002년 12월 10일 대한민국 내 방영 : 2006년 12월 26일 | 420-1    |
| 24–2 | "조깅을 하자!"                     | 2002년 12월 17일 대한민국 내 방영 : 2006년 12월 26일 | 421-2    |
| 24–3 | "조용한 짱아는 무서워!"            | 2003년 1월 7일 대한민국 내 방영 : 2006년 12월 26일   | 423-1    |
| 25–1 | "내일은 시험! 잠이 안 와요!"       | 2003년 1월 7일 대한민국 내 방영 : 2007년 1월 2일     | 427-2    |
| 25–2 | "잠복형사가 왔다!!"                | 2003년 1월 21일 대한민국 내 방영 : 2007년 1월 2일    | 428-2    |
| 25–3 | "운명의 합격자 발표"               | 2003년 2월 11일 대한민국 내 방영 : 2007년 1월 2일    | 429-1    |
| 26–1 | "리사 아스피린이 나타났다!"        | 2003년 2월 18일 대한민국 내 방영 : 2007년 1월 9일    | 434-1    |
| 26–2 | "스테로이드 현빈도 나타났다!"      | 2003년 2월 25일 대한민국 내 방영 : 2007년 1월 9일    | 434-3    |
| 26–3 | "모델 누나랑 산책을 하자"          | 2003년 3월 12일 대한민국 내 방영 : 2007년 1월 9일    | 435-1    |

## 8기
| 화수 | 제목                               | 본방송일자 (일본)                                   | 방영순서 |
| ---- | ---------------------------------- | --------------------------------------------------- | -------- |
| 1–1  | "가족끼리 소풍을 가요"             | 2000년 10월 27일 대한민국 내 방영 : 2008년 9월 29일 | 375      |
| 1–2  | "우리는 나무늘보"                  | 2002년 5월 25일 대한민국 내 방영 : 2008년 9월 29일  | 376-1    |
| 1–3  | "전동 자전거를 갖고 싶어요"        | 2002년 5월 31일 대한민국 내 방영 : 2008년 9월 29일  | 376-2    |
| 2–1  | "호주여행은 즐거워요"              | 2002년 9월 1일 대한민국 내 방영 : 2008년 9월 29일   | 372-2    |
| 2–2  | "커다란 바위에 올라가요"           | 2002년 9월 15일 대한민국 내 방영 : 2008년 9월 29일  | 373-3    |
| 2–3  | "깨가 쏟아지는 신혼생활"           | 2002년 11월 10일 대한민국 내 방영 : 2008년 9월 29일 | 377-2    |
| 3–1  | "멋진 가족앨범을 만들어요"         | 2002년 11월 10일 대한민국 내 방영 : 2008년 9월 30일 | 377-3    |
| 3–2  | "빌린 물건은 꼭 돌려줘야 돼요"     | 2002년 11월 17일 대한민국 내 방영 : 2008년 9월 30일 | 378-2    |
| 3–3  | "엄마가 아빠한테 비밀 얘기를 해요" | 2002년 11월 17일 대한민국 내 방영 : 2008년 9월 30일 | 378-3    |
| 4–1  | "꼬부기를 찾으러 출동!"            | 2002년 12월 1일 대한민국 내 방영 : 2008년 9월 30일  | 380-2    |
| 4–2  | "엄마의 건강상태가 걱정돼요"       | 2000년 12월 1일 대한민국 내 방영 : 2008년 9월 30일  | 380-3    |
| 4–3  | "바람총으로 진검 승부를 해요"      | 2002년 12월 15일 대한민국 내 방영 : 2008년 9월 30일 | 382-3    |
| 5–1  | "설거지는 저한테 맡기세요"         | 2003년 1월 12일 대한민국 내 방영 : 2008년 10월 6일  | 383-3    |
| 5–2  | "엄마가 배구를 하신대요"           | 2003년 1월 12일 대한민국 내 방영 : 2008년 10월 6일  | 386-1    |
| 5–3  | "배구선수를 모집해요"              | 2003년 1월 19일 대한민국 내 방영 : 2008년 10월 6일  | 386-2    |
| 6–1  | "절약은 너무 힘들어요"             | 2003년 1월 26일 대한민국 내 방영 : 2008년 10월 6일  | 385-2    |
| 6–2  | "형편없이 졌어요"                  | 2003년 2월 2일 대한민국 내 방영 : 2008년 10월 6일   | 386-3    |
| 6–3  | "끝까지 파이팅!"                   | 2003년 2월 9일 대한민국 내 방영 : 2008년 10월 6일   | 386-3    |
| 7–1  | "먹는 방법이 서로 달라요"          | 2003년 2월 16일 대한민국 내 방영 : 2008년 10월 7일  | 388-2    |
| 7–2  | "할아버지하고 놀아요"              | 2003년 2월 23일 대한민국 내 방영 : 2008년 10월 7일  | 389-2    |
| 7–3  | "공짜로 무를 나눠줘요"             | 2003년 3월 2일 대한민국 내 방영 : 2008년 10월 7일   | 391-1    |
| 8–1  | "이사갈 집을 찾아요"               | 2003년 3월 9일 대한민국 내 방영 : 2008년 10월 7일   | 396-2    |
| 8–2  | "이사가서 처음 맞는 아침"          | 2003년 3월 16일 대한민국 내 방영 : 2008년 10월 7일  | 398-1    |
| 9–1  | "유치원 가는 길이 너무 멀어요"     | 2003년 3월 23일 대한민국 내 방영 : 2008년 10월 13일 | 400-1    |
| 9–2  | "부업으로 돈을 벌어요"             | 2003년 3월 30일 대한민국 내 방영 : 2008년 10월 13일 | 401-2    |
| 10–1 | "엄마가 젊어졌어요"                | 2003년 4월 6일 대한민국 내 방영 : 2008년 10월 13일  | 402-2    |
| 10–2 | "유미가 잠깐 가출을 했대요"        | 2003년 4월 13일 대한민국 내 방영 : 2008년 10월 13일 | 413-1    |
| 10–3 | "변신을 하면 무섭지 않아요"        | 2003년 4월 13일 대한민국 내 방영 : 2008년 10월 13일 | 413-2    |
| 11–1 | "다같이 연극 연습을 해요"          | 2003년 4월 13일 대한민국 내 방영 : 2008년 10월 14일 | 414-1    |
| 11–2 | "엄마가 열이 많이 나요"            | 2003년 4월 20일 대한민국 내 방영 : 2008년 10월 14일 | 415-2    |
| 12–1 | "한사람만 모르는 비밀이야기"       | 2003년 4월 27일 대한민국 내 방영 : 2008년 10월 14일 | 416-1    |
| 12–2 | "청국장이 산더미처럼 쌓였어요"     | 2003년 5월 4일 대한민국 내 방영 : 2008년 10월 14일  | 416-2    |
| 13–1 | "와~ 목장이 굉장히 넓어요"         | 2003년 5월 11일 대한민국 내 방영 : 2008년 10월 20일 | 419-1    |
| 13–2 | "올가미 던지기로 황소를 잡는대요"  | 2003년 5월 11일 대한민국 내 방영 : 2008년 10월 20일 | 419-2    |
| 14–1 | "아빠는 손재주가 좋아요"           | 2003년 5월 18일 대한민국 내 방영 : 2008년 10월 20일 | 420-2    |
| 14–2 | "숨겨진 양갱을 찾아요"             | 2003년 5월 18일 대한민국 내 방영 : 2008년 10월 20일 | 424-2    |
| 15–1 | "복도에서 금지된 게 너무 많아요"   | 2005년 5월 25일 대한민국 내 방영 : 2008년 10월 21일 | 425-2    |
| 15–2 | "문이 고장나 버렸어요"             | 2003년 6월 1일 대한민국 내 방영 : 2008년 10월 21일  | 426-1    |
| 16–1 | "집안이 바글바글해졌어요"          | 2003년 6월 1일 대한민국 내 방영 : 2008년 10월 21일  | 429-2    |
| 16–2 | "내가 배우경 누나의 스승이에요"    | 2003년 6월 8일 대한민국 내 방영 : 2008년 10월 21일  | 430-1    |
| 17–1 | "유리는 메이크업 아티스트"         | 2003년 6월 15일 대한민국 내 방영 : 2008년 10월 27일 | 431-1    |
| 17–2 | "저녁메뉴는 비밀이에요"            | 2003년 6월 15일 대한민국 내 방영 : 2008년 10월 27일 | 431-2    |
| 17–3 | "배우경 누나가 오디션을 봐요"      | 2003년 6월 22일 대한민국 내 방영 : 2008년 10월 27일 | 430-2    |
| 18–1 | "짱아는 시집을 안 보낼 거래요"     | 2003년 6월 22일 대한민국 내 방영 : 2008년 10월 27일 | 432-1    |
| 18–2 | "잠복근무가 엉망이 됐어요"         | 2003년 6월 22일 대한민국 내 방영 : 2008년 10월 27일 | 432-2    |
| 18–3 | "배우경 누나와 이별해요"           | 2003년 6월 29일 대한민국 내 방영 : 2008년 10월 27일 | 435-3    |
| 19–1 | "엄마가 허리를 삐끗했어요"         | 2003년 6월 29일 대한민국 내 방영 : 2008년 10월 28일 | 414-2    |
| 19–2 | "흰둥이가 없어졌어요"              | 2003년 7월 6일 대한민국 내 방영 : 2008년 10월 28일  | 418-2    |
| 20–1 | "툭하면 전기가 꺼져버려요"         | 2003년 7월 13일 대한민국 내 방영 : 2008년 10월 28일 | 421-1    |
| 20–2 | "눈이 온 날 아빠랑 장 보러 가요"   | 2003년 7월 13일 대한민국 내 방영 : 2008년 10월 28일 | 428-1    |
| 21–1 | "우리 집으로 돌아왔어요"           | 2003년 7월 13일 대한민국 내 방영 : 2008년 11월 3일  | 437-1    |
| 21–2 | "이제 흰둥이도 같이 살아요"        | 2003년 7월 27일 대한민국 내 방영 : 2008년 11월 3일  | 437-2    |
| 21–3 | "새로운 집에서 새로운 출발"        | 2003년 10월 17일 대한민국 내 방영 : 2008년 11월 3일 | 437-3    |

## 9기
| 화수           | 제목                                 | 본방송일자 (일본)                                    | 방영순서 |
| -------------- | ------------------------------------ | ---------------------------------------------------- | -------- |
| 1–1            | "여름날 바닷가는 즐거워요"           | 1994년 7월 18일 대한민국 내 방영 : 2009년 10월 19일  | 106-2    |
| 1–2            | "고무풀에서 물장난을 해요"           | 1994년 8월 18일 대한민국 내 방영 : 2009년 10월 19일  | 109-1    |
| 1–3            | "미리미리 연하장을 보내요"           | 1994년 12월 19일 대한민국 내 방영 : 2009년 10월 19일 | 127-1    |
| 2–1            | "설날에는 집안이 시끌시끌해요"       | 1995년 1월 9일 대한민국 내 방영 : 2009년 10월 19일   | 128-1    |
| 2–2            | "스키장에서 길을 잃었어요"           | 1995년 1월 9일 대한민국 내 방영 : 2009년 10월 19일   | 128-3    |
| 2–3            | "큰이모가 우리집에 놀러왔어요"       | 1995년 1월 23일 대한민국 내 방영 : 2009년 10월 19일  | 130-1    |
| 3–1            | "붓글씨 연습을 해요"                 | 1995년 2월 27일 대한민국 내 방영 : 2009년 10월 20일  | 135-1    |
| 3–2            | "TV 방송국을 견학해요"               | 1995년 2월 27일 대한민국 내 방영 : 2009년 10월 20일  | 135-2    |
| 3–3            | "흰둥이랑 목욕을 해요"               | 1995년 3월 13일 대한민국 내 방영 : 2009년 10월 20일  | 137-1    |
| 4–1            | "수영장에서 놀아요"                  | 1995년 8월 14일 대한민국 내 방영 : 2009년 10월 20일  | 155-2    |
| 4–2            | "아직도 수영장에서 놀아요"           | 1995년 8월 14일 대한민국 내 방영 : 2009년 10월 20일  | 155-3    |
| 4–3            | "은혜갚은 펭귄"                      | 1995년 10월 23일 대한민국 내 방영 : 2009년 10월 20일 | 163-1    |
| 5–1            | "나는야 정의의 마스크맨"             | 1995년 10월 30일 대한민국 내 방영 : 2009년 10월 26일 | 164-2    |
| 5–2            | "엄마 아빠랑 곰목장을 구경하러 가요" | 1996년 5월 10일 대한민국 내 방영 : 2009년 10월 26일  | 186-1    |
| 5–3            | "오늘은 여행의 마지막 날이에요"      | 1996년 5월 10일 대한민국 내 방영 : 2009년 10월 26일  | 186-3    |
| 6–1            | "할아버지는 사랑의 라이벌이에요"     | 1999년 6월 4일 대한민국 내 방영 : 2009년 10월 26일   | 318-1    |
| 6–2            | "할아버지는 일찍 일어나요"           | 1999년 6월 4일 대한민국 내 방영 : 2009년 10월 26일   | 318-2    |
| 6–3            | "소풍갈 곳에 사전답사를 가요"        | 1999년 6월 4일 대한민국 내 방영 : 2009년 10월 26일   | 318-3    |
| 7–1            | "청대콩은 여름에 먹는 별미에요"      | 2001년 6월 21일 대한민국 내 방영 : 2009년 10월 27일  | 322-1    |
| 7–2            | "떡잎마을 방범대, 영역싸움을 해요"   | 1999년 7월 16일 대한민국 내 방영 : 2009년 10월 27일  | 324-2    |
| 7–3            | "한여름에 마당의 잡초를 뽑아요"      | 1999년 7월 30일 대한민국 내 방영 : 2009년 10월 27일  | 326-1    |
| 8–1            | "아는 사람들은 모두 모였어요"        | 1999년 8월 6일 대한민국 내 방영 : 2009년 10월 27일   | 327-1    |
| 8–2            | "대가족은 엄청 시끌시끌해요"         | 1999년 8월 6일 대한민국 내 방영 : 2009년 10월 27일   | 327-2    |
| 8–3            | "가족은 역시 좋은 거에요"            | 1999년 8월 6일 대한민국 내 방영 : 2009년 10월 27일   | 327-3    |
| 9–1            | "아빠가 무서운 얘기를 해줘요"        | 1999년 8월 13일 대한민국 내 방영 : 2009년 11월 2일   | 328-1    |
| 9–2            | "여자 대학교 축제 구경은 즐거워요"   | 1999년 10월 29일 대한민국 내 방영 : 2009년 11월 2일  | 337-2    |
| 9–3            | "아빠와 함께 구두를 닦아요"          | 1999년 10월 29일 대한민국 내 방영 : 2009년 11월 2일  | 337-3    |
| 10–1           | "나는 우리 집의 절약대장이에요"      | 2000년 1월 28일 대한민국 내 방영 : 2009년 11월 2일   | 346-1    |
| 10–2           | "수지는 나한테 푹 빠져 있어요"       | 2000년 2월 4일 대한민국 내 방영 : 2009년 11월 2일    | 347-1    |
| 10–3           | "짱아의 행동이 이상해졌어요"         | 2000년 3월 3일 대한민국 내 방영 : 2009년 11월 2일    | 350-2    |
| 11–1           | "우리집에서 어른스러운 파티를 해요"  | 2000년 3월 10일 대한민국 내 방영 : 2009년 11월 3일   | 351-1    |
| 11–2           | "나도 오디션을 받아요"               | 2000년 3월 10일 대한민국 내 방영 : 2009년 11월 3일   | 351-2    |
| 11–3           | "레스토랑에서 액션가면을 녹화해요"   | 2000년 3월 17일 대한민국 내 방영 : 2009년 11월 3일   | 352-1    |
| 12–1           | "액션가면 영화를 보고 싶어요"        | 2000년 4월 14일 대한민국 내 방영 : 2009년 11월 3일   | 353-2    |
| 12–2           | "액션가면 대 아빠"                   | 2000년 5월 5일 대한민국 내 방영 : 2009년 11월 3일    | 355-2    |
| 12–3           | "소녀마법사 마리가 위험에 처했어요"  | 2000년 2월 11일 대한민국 내 방영 : 2009년 11월 3일   | 348-1    |
| 12–4           | "짱아와의 목욕은 힘들어요"           | 1997년 4월 11일 대한민국 내 방영 : 2009년 11월 3일   | 225-1    |
| 13–1           | "늦잠을 잔 아침은 너무 바빠요"       | 1997년 5월 9일 대한민국 내 방영 : 2009년 11월 9일    | 228-2    |
| 13–2           | "짱아를 데리고 쇼핑을 해요"          | 1997년 5월 23일 대한민국 내 방영 : 2009년 11월 9일   | 230-1    |
| 13–3           | "짱아의 머리를 잘라줘요"             | 1998년 1월 30일 대한민국 내 방영 : 2009년 11월 9일   | 262-1    |
| 14–1           | "오랜만에 집에 와서 좋아요"          | 1998년 7월 3일 대한민국 내 방영 : 2009년 11월 9일    | 280-1    |
| 14–2           | "흰둥이의 산책코스를 더듬어 가요"    | 1998년 9월 18일 대한민국 내 방영 : 2009년 11월 9일   | 290-3    |
| 14-3(3기 4-1)  | "여학교에 놀러갔어요"                | 1994년 1월 31일 대한민국 내 방영 : 2009년 11월 9일   | 83-1     |
| 15-1(3기 4-2)  | "복권을 샀어요"                      | 1994년 2월 7일 대한민국 내 방영 : 2009년 11월 10일   | 84-1     |
| 15-2(3기 7-1)  | "센 바람이 불어도 나가놀거야"        | 1994년 4월 4일 대한민국 내 방영 : 2009년 11월 10일   | 91-3     |
| 15-3(3기 11-1) | "자전거 타고 유치원 가는 건 재밌어"  | 1994년 3월 7일 대한민국 내 방영 : 2009년 11월 10일   | 99-1     |
| 16-1(3기 11-2) | "엄마가 운전면허 시험을 봐요"        | 1994년 5월 30일 대한민국 내 방영 : 2009년 11월 10일  | 99-2     |
| 16-2(3기 25-3) | "엄마를 잃어버렸어요"                | 1994년 11월 7일 대한민국 내 방영 : 2009년 11월 10일  | 121-3    |
| 16-3(3기 30-1) | "찹쌀떡은 맛있어"                    | 1995년 1월 16일 대한민국 내 방영 : 2009년 11월 10일  | 129-3    |
| 17-1(3기 32-1) | "특급 호텔에서 하룻밤"               | 1995년 3월 20일 대한민국 내 방영 : 2009년 11월 16일  | 138-2    |
| 17-2(3기 32-2) | "한가로운 봄방학 아침"               | 1995년 3월 27일 대한민국 내 방영 : 2009년 11월 16일  | 139-1    |
| 17-3(3기 42-1) | "아빠의 엉덩이가 아파요"             | 1995년 10월 30일 대한민국 내 방영 : 2009년 11월 16일 | 164-1    |
| 18-1(3기 46-1) | "아빠 용돈이 떨어졌어요"             | 1996년 1월 8일 대한민국 내 방영 : 2009년 11월 16일   | 172-3    |
| 18-2(3기 48-3) | "무서운 국수가게"                    | 1996년 6월 7일 대한민국 내 방영 : 2009년 11월 16일   | 189-3    |
| 18-3(3기 49-1) | "유명 만화가의 사인을 받고 싶어요"   | 1996년 6월 28일 대한민국 내 방영 : 2009년 11월 16일  | 192-2    |
| 19-1(5기 7-3)  | "아빠가 조깅을 해요"                 | 1997년 5월 16일 대한민국 내 방영 : 2009년 11월 17일  | 229-1    |
| 19-2(5기 8-3)  | "예쁜 누나들과 야구를 해요"          | 1997년 6월 20일 대한민국 내 방영 : 2009년 11월 17일  | 234-3    |
| 19-3(5기 13-3) | "두부 심부름은 힘들어요"             | 1997년 9월 12일 대한민국 내 방영 : 2009년 11월 17일  | 246-3    |
| 20-1(5기 15-1) | "옆집에 신혼부부가 이사온대요"       | 1997년 9월 26일 대한민국 내 방영 : 2009년 11월 17일  | 248-3    |
| 20-2(5기 16-1) | "아빠가 잠과 싸워요"                 | 1997년 10월 31일 대한민국 내 방영 : 2009년 11월 17일 | 251-3    |
| 20-3(5기 17-3) | "짱구는 청소기의 달인이에요"         | 1997년 12월 19일 대한민국 내 방영 : 2009년 11월 17일 | 258-2    |
| 21-1(5기 27-1) | "엄마가 아르바이트를 나가요"         | 1998년 5월 29일 대한민국 내 방영 : 2009년 11월 23일  | 275-2    |
| 21-2(5기 28-3) | "짱아를 구출해요"                    | 1998년 6월 19일 대한민국 내 방영 : 2009년 11월 23일  | 278-2    |
| 21-3(5기 29-1) | "병원에서 낮잠을 자요"               | 1998년 6월 26일 대한민국 내 방영 : 2009년 11월 23일  | 279-3    |
| 22-1(5기 41-1) | "엄마는 짱아에게 모범을 보여야 해요" | 1999년 5월 14일 대한민국 내 방영 : 2009년 11월 23일  | 315-1    |
| 22-2(5기 41-2) | "집을 구하는 건 어려워요"            | 1999년 5월 21일 대한민국 내 방영 : 2009년 11월 23일  | 316-3    |
| 22-3(5기 41-3) | "엄마는 사은품을 너무 좋아해요"      | 1999년 5월 28일 대한민국 내 방영 : 2009년 11월 23일  | 317-1    |

## 뉴에피소드
| 화수 | 제목                              | 본방송일자 (일본)                                   | 방영순서 |
| ---- | --------------------------------- | --------------------------------------------------- | -------- |
| 1–1  | "세발자전거는 재미있어요"         | 1992년 4월 20일 대한민국 내 방영 : 2010년 4월 14일  | 2-1      |
| 1–2  | "서점에서 그림책을 골라요"        | 1992년 6월 8일 대한민국 내 방영 : 2010년 4월 14일   | 9-3      |
| 1–3  | "엄마하고 수영복을 사러가요"      | 1992년 6월 15일 대한민국 내 방영 : 2010년 4월 14일  | 10-2     |
| 2–1  | "그물로 물고기를 잡아요"          | 1992년 6월 29일 대한민국 내 방영 : 2010년 4월 14일  | 11-3     |
| 2–2  | "지하철을 탔어요"                 | 1992년 7월 27일 대한민국 내 방영 : 2010년 4월 14일  | 15-2     |
| 2–3  | "부부싸움은 칼로 물베기래요"      | 1992년 10월 26일 대한민국 내 방영 : 2010년 4월 14일 | 24-3     |
| 3–1  | "채성아 선생님을 도와드려요"      | 1992년 11월 16일 대한민국 내 방영 : 2010년 4월 21일 | 27-2     |
| 3–2  | "현금인출기로 돈을 찾아요"        | 1992년 12월 7일 대한민국 내 방영 : 2010년 4월 21일  | 30-1     |
| 3–3  | "나미리 선생님이 비밀이 생겼어요" | 1992년 12월 14일 대한민국 내 방영 : 2010년 4월 21일 | 31-2     |
| 4–1  | "콩뿌리기로 변비귀신을 물리쳐요"  | 1993년 2월 1일 대한민국 내 방영 : 2010년 4월 21일   | 36-1     |
| 4–2  | "겨울에는 뜨끈한 전골이 최고예요" | 1993년 2월 1일 대한민국 내 방영 : 2010년 4월 21일   | 36-3     |
| 4–3  | "노래방에서 노래를 불러요"        | 1993년 2월 8일 대한민국 내 방영 : 2010년 4월 21일   | 37-3     |
| 5–1  | "멋쟁이 흰둥이와 산책을 해요"     | 1993년 3월 8일 대한민국 내 방영 : 2010년 4월 28일   | 41-3     |
| 5–2  | "이불을 말려요"                   | 1993년 3월 15일 대한민국 내 방영 : 2010년 4월 28일  | 42-3     |
| 5–3  | "온 가족이 꽃 구경을 하러가요"    | 1993년 3월 29일 대한민국 내 방영 : 2010년 4월 28일  | 44-2     |
| 6–1  | "아빠가 술에 취했어요"            | 1993년 4월 19일 대한민국 내 방영 : 2010년 4월 28일  | 46-1     |
| 6–2  | "회전초밥을 먹으러 가요"          | 1993년 5월 31일 대한민국 내 방영 : 2010년 4월 28일  | 52-3     |
| 6–3  | "피구시합으로 승부를 겨뤄요"      | 1993년 9월 6일 대한민국 내 방영 : 2010년 4월 28일   | 65-3     |
| 7–1  | "신혼부부 집에 놀러가요"          | 1993년 10월 25일 대한민국 내 방영 : 2010년 5월 5일  | 71-3     |
| 7–2  | "사진관에서 가족사진을 찍어요"    | 1993년 11월 8일 대한민국 내 방영 : 2010년 5월 5일   | 73-3     |
| 7–3  | "바느질 연습을 해요"              | 1993년 11월 15일 대한민국 내 방영 : 2010년 5월 5일  | 74-1     |
| 8–1  | "선거운동은 너무 힘들어요"        | 1993년 12월 6일 대한민국 내 방영 : 2010년 5월 5일   | 77-3     |
| 8–2  | "유치원 대청소를 해요"            | 1993년 12월 27일 대한민국 내 방영 : 2010년 5월 5일  | 79-2     |
| 8–3  | "혼자서 밥을 차려먹어요"          | 1994년 1월 24일 대한민국 내 방영 : 2010년 5월 5일   | 82-3     |
| 9–1  | "장례식장에 가요"                 | 1994년 2월 7일 대한민국 내 방영 : 2010년 5월 12일   | 84-2     |
| 9–2  | "부장 아저씨가 우리집에 오셨어요" | 1994년 3월 14일 대한민국 내 방영 : 2010년 5월 12일  | 89-3     |
| 9–3  | "나한테 남동생이 생긴대요"        | 1994년 3월 21일 대한민국 내 방영 : 2010년 5월 12일  | 90-3     |
| 10–1 | "무서운 친구들과 꽃놀이를 해요"   | 1994년 4월 11일 대한민국 내 방영 : 2010년 5월 12일  | 92-1     |
| 10–2 | "갑자기 라면이 먹고 싶어요"       | 1994년 4월 11일 대한민국 내 방영 : 2010년 5월 12일  | 92-3     |
| 10–3 | "짱구는 착한 어린이예요"          | 1994년 6월 6일 대한민국 내 방영 : 2010년 5월 12일   | 100-1    |